# Carolina Kostner
Carolina Kostner (Bolzano, 8 febbraio 1987) è una pattinatrice artistica su ghiaccio italiana.
Vincitrice della medaglia di bronzo ai Giochi olimpici invernali di Soči 2014, campionessa mondiale 2012, medagliata altre cinque volte ai Campionati del mondo (2008 e 2013 argento; 2005, 2011 e 2014 bronzo), cinque volte campionessa europea (2007, 2008, 2010, 2012, 2013), medagliata altre sei volte ai Campionati europei (argento nel 2009 e nel 2011, bronzo nel 2006, 2014, 2017 e 2018), vincitrice della Finale del Grand Prix di pattinaggio di figura 2011, medaglia di bronzo ai Campionati mondiali juniores del 2003, e nove volte campionessa italiana (2003, 2005, 2006, 2007, 2009, 2011, 2013, 2017 e 2018), ha anche concluso tre stagioni consecutive (2010-2011, 2011-2012 e 2012-2013) come prima al mondo nella classifica dell'ISU.

## Carriera sportiva

### Gli esordi
Carolina Kostner ha iniziato a pattinare all'età di 4 anni. In un'intervista ha dichiarato: "Metà della mia famiglia, dalla parte di mio padre, è nel mondo dello sport, mentre dal lato di mia madre c'è più affinità con le arti. Per me il pattinaggio artistico era un buon mix delle due cose". Nonostante il passato della madre, pattinatrice a livello nazionale negli anni settanta, Carolina inizialmente aveva in realtà cominciato a praticare lo sci alpino e a gareggiare nella specialità della discesa libera, come sua cugina, Isolde Kostner. Carolina ha detto che in un primo momento ha iniziato a pattinare "solo per divertimento" e ha praticato sia lo sci sia il pattinaggio fino all'età di 12 anni, quando ha dovuto scegliere fra i due sport. Ha commentato: "Lo sci mi piaceva più per divertimento e così ho scelto il pattinaggio".
Quando la pista di pattinaggio della sua città (il Palasetil di Ortisei) è stata chiusa nel 1999 a causa dei danni causati da una frana, dal 2001 Carolina ha scelto di lavorare con Michael Huth a Oberstdorf, in Germania, distante circa quattro ore di macchina dalla sua casa di Ortisei. Kostner ha spiegato che non poteva rimanere a casa sua se voleva continuare a pattinare e che se non si fosse spostata avrebbe dovuto smettere. Ha raccontato: "Mio padre mi ha detto che se volevo andare da qualche parte per pattinare avrei davvero dovuto prendere la decisione giusta circa il posto. Sono andata a Oberstdorf e ho capito che quello era davvero il posto giusto".
Nelle stagioni 2000-2001 e 2001-2002 ha gareggiato soltanto nella categoria Junior, prendendo parte anche ad alcune competizioni dello Junior Grand Prix e ai mondiali juniores. In particolare nella stagione 2000-2001 ha conquistato il titolo nazionale juniores.
Carolina ha debuttato nella categoria Senior, pur continuando a competere anche nella Junior.
Dopo aver vinto l'evento dello Junior Grand Prix in Francia, Kostner è stata convocata per la prima volta alla Finale di tale circuito di competizioni, nella quale ha ottenuto il secondo posto. È inoltre diventata la prima pattinatrice italiana a vincere una medaglia ai campionati mondiali juniores, in quanto ha conquistato la medaglia di bronzo.
A livello Senior, invece, Carolina ha conquistato il suo primo titolo nazionale e ha poi partecipato per la prima volta sia ai campionati europei sia ai campionati mondiali, concludendo tali competizioni rispettivamente al 4º e al 10º posto.

### Stagioni 2003-2004, 2004-2005 e 2005-2006

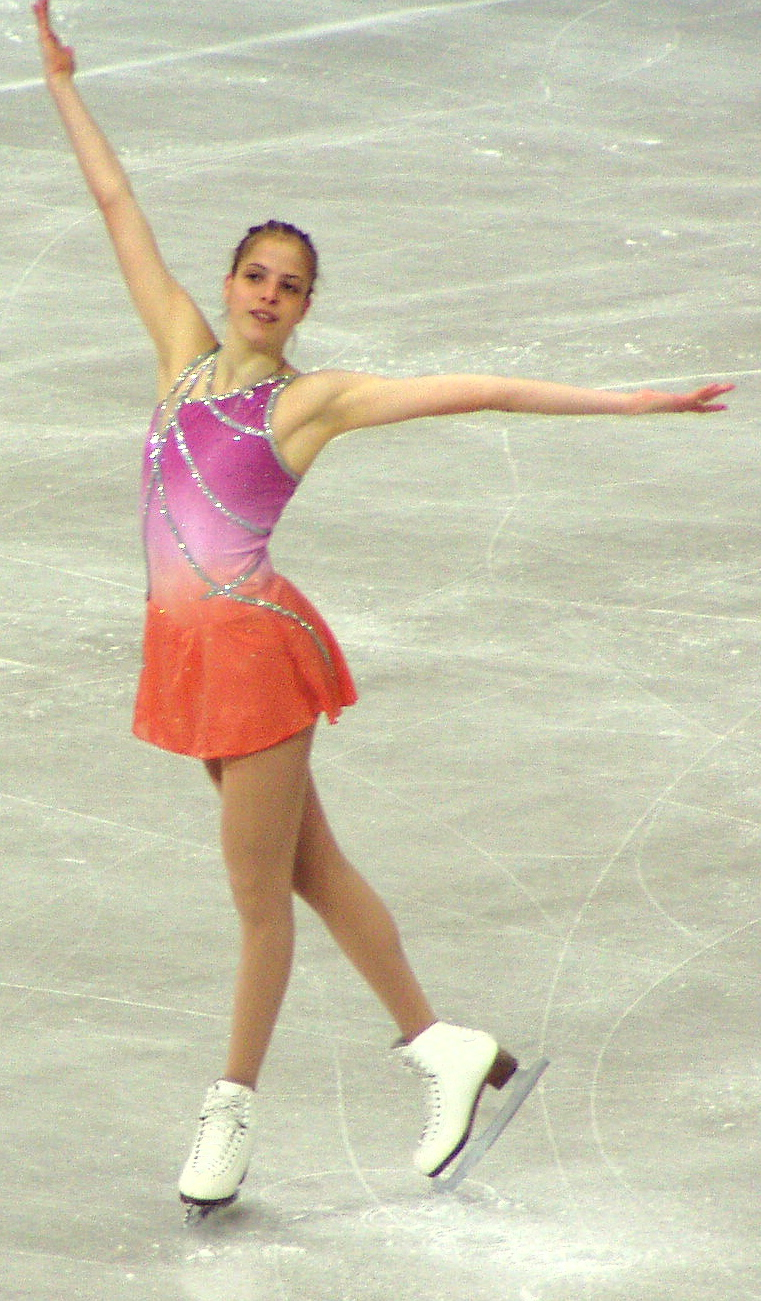
Carolina Kostner nel 2004

Nella stagione 2003-2004, Kostner ha partecipato per la prima volta al Grand Prix. I due eventi ai quali è stata convocata sono stati Skate America, dove si è classificata nona, e la Cup of Russia, dove ha vinto la medaglia d'argento. Si è poi classificata quinta sia agli europei sia ai mondiali del 2004.
Nella stagione 2004-2005, ha preso parte a tre competizioni del Grand Prix: Skate Canada, Cup of Russia e Trophée Eric Bompard. Nella prima di esse si è classificata quinta, mentre ha concluso l'evento in Russia in settima posizione e quello in Francia con un secondo posto. Agli europei del 2005 si è classificata settima; poi ha partecipato ai mondiali del 2005 a Mosca, dove, nonostante si fosse classificata quarta sia nel programma corto sia nel libero, grazie al punteggio del turno di qualificazione è riuscita a superare di alcuni decimi la statunitense Michelle Kwan, terza in entrambi i segmenti di gara, e quindi a vincere la medaglia di bronzo, suo primo podio iridato, con 200,56 punti totali.
Il 22 novembre 2005 è stata nominata dal presidente del CONI quale portabandiera dell'Italia nella cerimonia di apertura dei Giochi Olimpici di Torino 2006. Nonostante le critiche mosse da molti alla decisione di scegliere come alfiere un'atleta giovane, alla sua prima Olimpiade e che non viveva né si allenava in Italia, Carolina si è detta "onoratissima di rappresentare l'Italia, perché io mi sento molto italiana". Ha aggiunto inoltre di ritenere che con lei avesse "vinto la gioventù".
Nella stagione 2005-2006 Kostner ha partecipato a Skate Canada, classificandosi settima, e all'NHK Trophy, concluso in sesta posizione. Ha poi vinto la sua prima medaglia europea conquistando il bronzo a Lione, in Francia. Infine, ha partecipato alle Olimpiadi invernali di Torino. Il 9 febbraio ha ricevuto dal presidente della Repubblica Carlo Azeglio Ciampi il tricolore, che il giorno successivo avrebbe portato all'interno dello stadio olimpico durante la cerimonia della sfilata delle nazioni. Nella competizione olimpica Carolina si è classificata nona, anche a causa di una caduta sulla combinazione triplo flip-triplo toe-loop nel programma corto. Il mese successivo, a Calgary, in Canada, ha concluso la stagione con il dodicesimo posto ai campionati del mondo del 2006.

### Stagioni 2006-2007 e 2007-2008

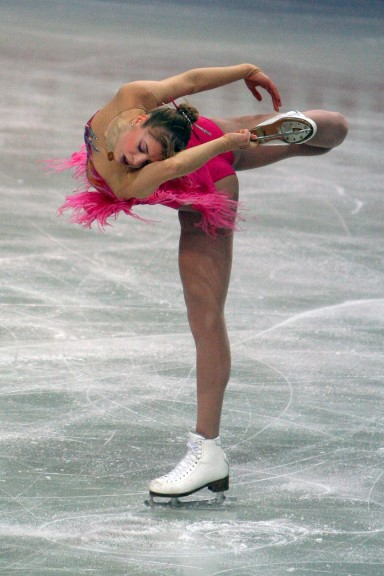
Carolina Kostner agli Europei del 2007

Nell'autunno del 2006, Carolina si è infortunata alla gamba sinistra e di conseguenza non ha potuto partecipare ad alcun evento del Grand Prix della stagione 2006-2007. Nonostante ciò, ha vinto il titolo nazionale; in seguito, al campionato europeo di Varsavia del 2007, ha guadagnato il suo primo titolo continentale, ottenuto con un totale di 174,79 punti. Con questo risultato è stata inoltre la prima italiana a ottenere la medaglia d'oro agli europei. Ai mondiali del 2007 di Tokio, in Giappone, con 67,15 punti ha totalizzato un record personale nel punteggio del programma corto, nel quale si è classificata terza al seguito della coreana Yu-Na Kim e della giapponese Miki Andō. Però, a causa di una caduta, si è classificata soltanto nona nel programma libero, concludendo la gara al sesto posto con 168,92 punti totali.
Durante la stagione 2007-2008, Carolina Kostner ha partecipato nuovamente al Grand Prix, essendo stata convocata per la Cup of China 2007 e per l'NHK Trophy 2007. Nella prima delle due competizioni, a Pechino, si è classificata prima nel programma corto e quarta nel libero, e ha così vinto la medaglia di bronzo con 143,86 punti. Nella gara giapponese, invece, ha concluso il primo segmento di gara in prima posizione e, nonostante il secondo posto nel programma libero, è riuscita a vincere la medaglia d'oro con 164,69 punti. Grazie a questi risultati, si è qualificata per la prima volta nella sua carriera per partecipare alla finale del Grand Prix, svoltasi a Torino. Ha preso parte a tale evento e si è classificata terza con 178,93 punti totali, preceduta da Yu-Na Kim e della giapponese Mao Asada.
Agli europei di Zagabria del 2008, Carolina, classificandosi prima nel programma corto e seconda nel successivo segmento di gara, è riuscita comunque a vincere, come l'anno precedente, il titolo continentale con 171,28 punti, seguita dalla svizzera Sarah Meier e dalla finlandese Laura Lepistö. Ai mondiali del 2008 a Göteborg, in Svezia, ha terminato la prima sezione di gara in prima posizione, ma si è trovata al terzo posto nel programma libero, ha quindi vinto la medaglia d'argento con 184,68 punti, preceduta da Mao Asada.

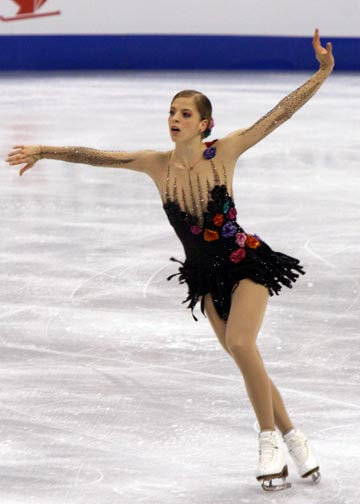
Carolina Kostner a Skate Canada 2008

### Stagioni 2008-2009 e 2009-2010
Nella stagione 2008-2009, Kostner è stata invitata a partecipare a Skate Canada 2008 e alla Cup of Russia 2008, due eventi del Grand Prix. Nel primo di essi, dopo la settima posizione nel programma corto e la quarta nel libero, si è classificata quarta con 152,76 punti. Nella competizione di Mosca, invece, ha vinto la medaglia d'oro con 170,72 punti, dopo un secondo posto nel primo segmento di gara e la vittoria nel programma libero. Si è qualificata per la finale del circuito, in cui si è classificata quarta in entrambe le sezioni di gara, ma ha comunque ottenuto la medaglia di bronzo con 168,01 punti.
Carolina ha poi vinto il suo quinto titolo nazionale nella categoria Senior. Ai campionati europei di Helsinki, non è però riuscita a difendere il proprio titolo, ceduto a Laura Lepistö; infatti, nonostante il primo posto nella classifica del programma libero, ha concluso la competizione sul secondo gradino del podio a causa della terza posizione nel programma corto, con un totale di 165,42 punti.
Ai mondiali di Los Angeles del 2009, Carolina si classifica quinta nel programma corto, ma non riesce a eseguire correttamente nessun salto triplo nel programma libero, in cui si classifica 15º. Ottiene quindi soltanto la dodicesima posizione, non sufficiente per permettere all'Italia di presentare più di un'atleta alle Olimpiadi del 2010.

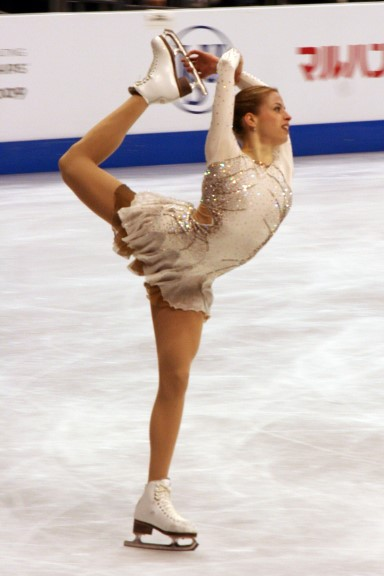
Carolina Kostner ai Mondiali del 2009

Nell'estate del 2009, dopo essere stata seguita per otto anni da Michael Huth, Kostner ha annunciato di aver deciso di cambiare allenatore e si è trasferita a El Segundo, vicino a Los Angeles, in California, per iniziare a lavorare con Frank Carroll e Christa Fassi, vedova del pattinatore Carlo Fassi. Dopo il crollo emotivo subito ai mondiali di Los Angeles, Carolina ha inoltre iniziato a essere seguita dallo psicologo sportivo Daniele Popolizio, il quale aveva in precedenza già collaborato con Federica Pellegrini. La pattinatrice ha però in seguito dichiarato di non aver trovato giovamento nelle consulenze con lo psicologo e di essere stata aiutata principalmente dai familiari e dal suo fidanzato Alex Schwazer, i quali hanno tutti svolto attività sportiva ad alti livelli. Per i suoi allenamenti in Italia è stata seguita tecnicamente da Edoardo De Bernardis giovane allenatore torinese di alto livello internazionale che l'ha accompagnata ai Mondiali di Torino.
All'inizio della stagione 2009-2010, Carolina Kostner è stata assegnata al Trophée Eric Bompard 2009 e alla Cup of China 2009. Nella competizione parigina si è classificata sesta con 147,63 punti, dopo un settimo posto nel programmo corto e un quarto posto nel libero. Anche nella gara cinese ha ottenuto il sesto posto, ma con 154,18 punti, dopo la terza posizione nel corto e la settima nel libero.

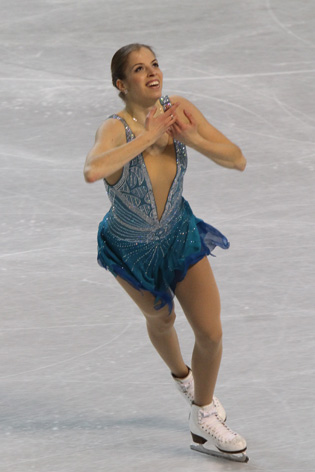
Carolina Kostner agli Europei del 2010

Nel dicembre del 2009, Carolina ha perso il titolo di campionessa italiana, conquistato invece da Valentina Marchei, in competizione con l'atleta altoatesina soprattutto per l'ottenimento dell'unico posto disponibile alle Olimpiadi di Vancouver. Agli europei di gennaio 2010 a Tallinn, in Estonia, Kostner è però riuscita a conquistare la medaglia d'oro e con essa la possibilità di partecipare ai Giochi Olimpici del 2010. In particolare, ha ottenuto il primo posto in entrambi i segmenti di gara e un punteggio totale pari a 173,46 punti.
In Canada, però, Carolina ha ottenuto soltanto la sedicesima posizione a causa di numerose cadute sugli elementi di salto nel programma libero. Dopo il settimo posto nel programma corto con 63,02 punti, infatti, la pattinatrice ha commesso una serie di errori che non le hanno permesso di ottenere, nella seconda sezione della gara, un punteggio superiore a 88,88, per un totale di 151,90 punti, contro i 228,56 della vincitrice Yu-Na Kim. Durante la competizione olimpica, è inoltre divenuto chiaro come negli Stati Uniti Kostner fosse seguita unicamente da Christa Fassi e non da Frank Carroll, il quale ha dichiarato di non considerare l'atleta italiana come una sua allieva. Questo fatto, unito ai risultati deludenti della pattinatrice di Ortisei, ha suscitato delle polemiche a proposito dei soldi spesi dal CONI e dalla FISG per permettere a Carolina di allenarsi in America, e altre sono state suscitate dal presidente del CONI, Gianni Petrucci, il quale, deluso dai risultati azzurri, ha affermato che "forse Kostner non è una campionessa" e si è detto pentito dei fondi spesi per sostenerla. In seguito, nel 2011, Carolina ha detto che la sua esperienza negativa alle Olimpiadi l'aveva portata a domandarsi se avrebbe dovuto o meno continuare a pattinare, ma che, dopo essersi presa una pausa, aveva infine compreso di amare il pattinaggio e di voler continuare.
Kostner ha poi concluso la stagione con il sesto posto ai Mondiali di Torino, ottenuto con 177,31 punti totali dopo essersi classificata quarta nel programma corto e quinta nel libero. Al termine dell'evento, la pattinatrice altoatesina ha affermato in una intervista di essere contenta del risultato della gara perché per lei era importante rispondere in qualche modo alle critiche subite dopo i giochi di Vancouver e che di essersi riscattata grazie anche al lavoro svolto a Pinerolo con Edoardo De Bernardis.

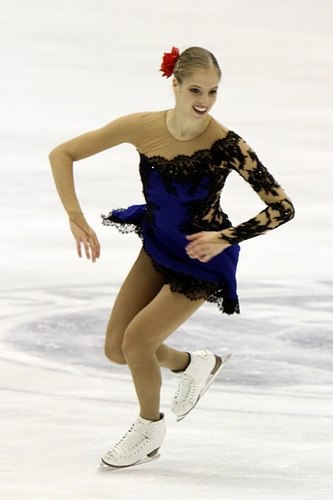
Carolina Kostner all'NHK Trophy 2010

### Stagione 2010-2011
Nel luglio del 2010, Carolina ha deciso di tornare a Oberstdorf per riprendere ad allenarsi con Michael Huth. Ha detto infatti di aver capito, dopo un anno in America, che le condizioni nelle quali si era sempre allenata prima di lasciare l'Europa erano in realtà le migliori per lei. Ha però anche ammesso di aver sentito molto, durante la sua permanenza in California, la lontananza della propria famiglia, degli amici e dei luoghi nei quali è cresciuta.
Per il Gran Prix della stagione 2010-2011, Carolina Kostner è stata assegnata all'NHK Trophy 2010 e a Skate America 2010. All'inizio della stagione si è però infortunata al ginocchio sinistro e non ha quindi eseguito né il lutz né il flip fino al termine del 2010, nemmeno in allenamento. Nonostante ciò, ha vinto prima la medaglia d'oro all'NHK Trophy per la seconda volta nella propria carriera, con 164,61 punti totali; poi ha conquistato la medaglia di bronzo all'evento statunitense con 154,87 punti.

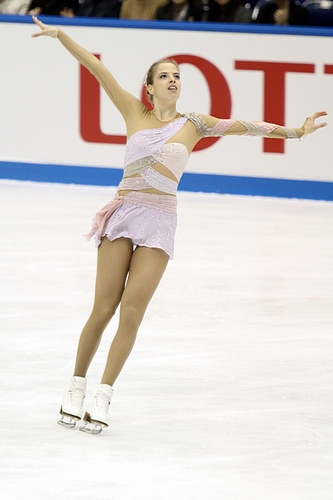
Carolina Kostner all'NHK Trophy 2010

Questi risultati le hanno permesso di qualificarsi per la finale, dove si è classificata seconda nel programma corto e poi quarta nel libero, ed è così riuscita a vincere la medaglia d'argento con 178,60 punti.
Ai Campionati europei di pattinaggio di figura 2011, tenutisi a Berna, in Svizzera, Carolina si è classificata sesta al termine del primo segmento di gara e poi prima nel programma libero, in cui ha eseguito correttamente una combinazione doppio axel-triplo toe-loop, due tripli salchow e un altro doppio axel, pur avendo anche commesso alcuni errori sul triplo flip e sul triplo rittberger. Ha così vinto la medaglia d'argento con 168,54 punti, preceduta dalla svizzera Sarah Meier.
Prima di prendere parte ai Campionati mondiali del 2011, Kostner ha partecipato al Gardena Spring Trophy, che ha vinto.
I mondiali 2011 si sarebbero dovuto svolgere in Giappone, ma sono stati spostati a Mosca dopo il terremoto di Sendai. Carolina ha ottenuto il sesto posto al termine del programma corto, ma ha vinto la medaglia di bronzo dopo aver migliorato il proprio record personale nel programma libero. Nella seconda porzione di gara, infatti, ha ottenuto 124,93 punti, raggiungendo così il totale di 184,68 che le ha permesso di salire sul podio al seguito della giapponese Miki Andō e della sudcoreana Yu-Na Kim. Questo è stato il suo primo podio mondiale dal 2008 e il terzo nella sua carriera; aveva infatti vinto la sua prima medaglia mondiale, anch'essa un bronzo, proprio a Mosca sei anni prima. Per questo, la pattinatrice ha commentato: "Avevo gareggiato qui nel 2005 vincendo il bronzo, quindi posso dire che per me è una buona cosa competere a Mosca".
Dopo aver vinto una medaglia in ciascuno dei suoi eventi, Kostner ha concluso la stagione al primo posto nel ranking mondiale. Si è poi sottoposta a fisioterapia e ha fatto una pausa di due mesi e mezzo dal pattinaggio per potersi riprendere completamente dell'infortunio al ginocchio, tornando ad allenarsi a metà luglio.

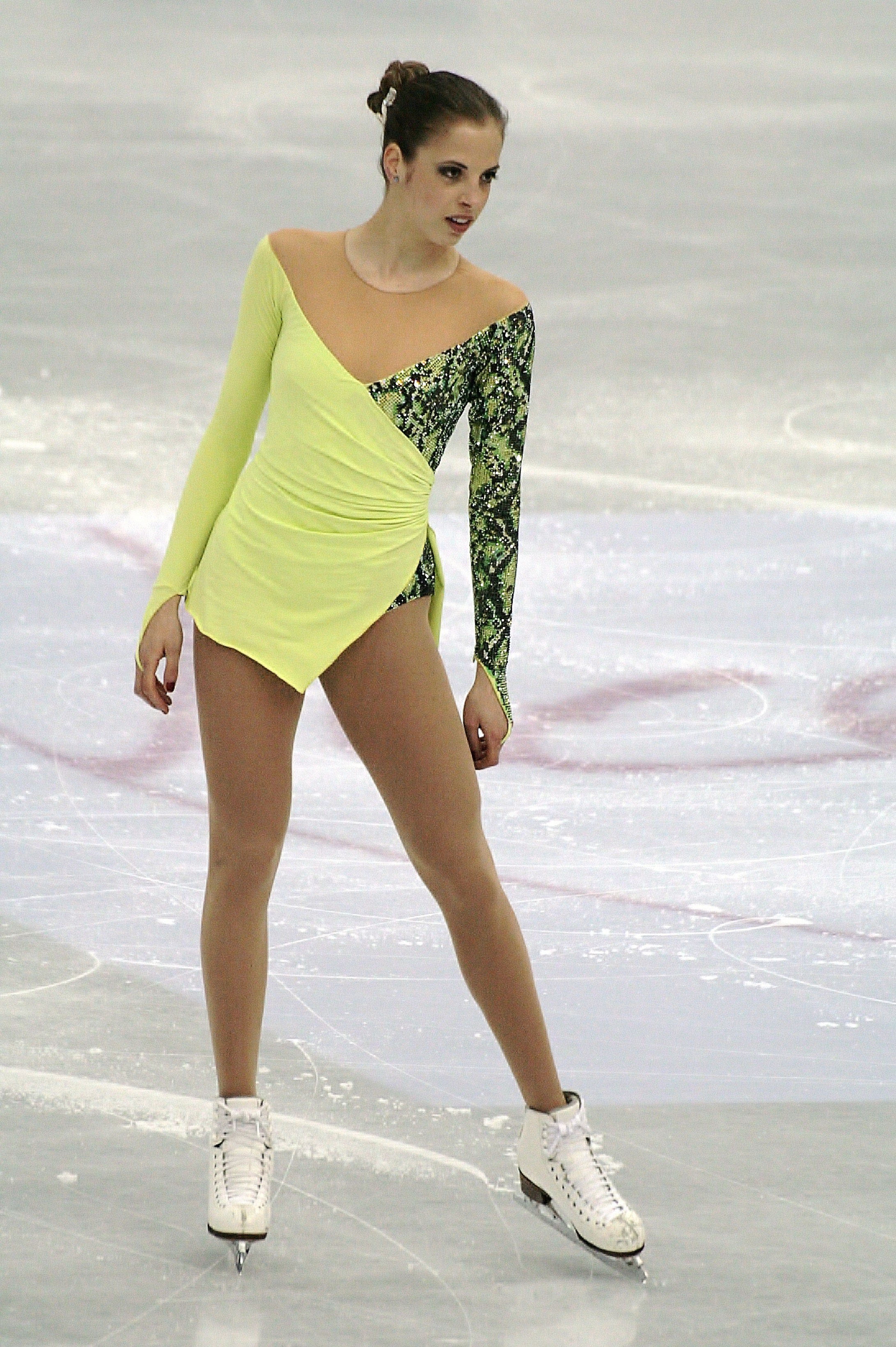
Carolina Kostner ai mondiali 2012

### Stagione 2011-2012
Essendo fra le prime sei classificate ai mondiali 2011, Carolina ha potuto scegliere di prendere parte a tre eventi del Grand Prix nel 2011 ed è stata assegnata a Skate America 2011, Cup of China 2011 e Trophée Eric Bompard 2011.
A Skate America si è classificata seconda, preceduta dalla statunitense Alissa Czisny, dopo aver ottenuto il secondo posto nel programma corto e il primo nel libero, per un totale di 177,35 punti. Ha poi preso parte alla Cup of China, che ha vinto con 182,14 punti totali dopo aver conquistato il primo posto in entrambi i segmenti di gara. Con questa vittoria è stata la prima pattinatrice a qualificarsi per la finale del Grand Prix. Infine, ha partecipato al Trophée Eric Bompard, in cui ha ottenuto un secondo posto nel programma corto e un terzo posto nel libero, vincendo la medaglia d'argento con 179,32 punti, al seguito della russa Elizaveta Tuktamyševa. In una intervista dopo l'evento, la pattinatrice altoatesina ha detto di essersi completamente ripresa dall'infortunio al ginocchio e di avere come obiettivo il riuscire a eseguire salti più complessi nei campionati ISU del 2012.
Nella finale del Grand Prix a Québec, in Canada, Kostner ha segnato il proprio record personale di stagione nel punteggio sia del programma corto, con 66,43 punti, sia del libero, con 121,05 punti, e ha vinto la medaglia d'oro per la prima volta nella propria carriera in tale competizione. Il suo punteggio complessivo di 187,48 punti è diventato inoltre il suo nuovo record personale. È stata la prima italiana a vincere la finale del Grand Prix nella specialità individuale e la seconda in assoluto, dopo la vittoria di Barbara Fusar-Poli e Maurizio Margaglio nella finale delle coppie di danza del 2000.

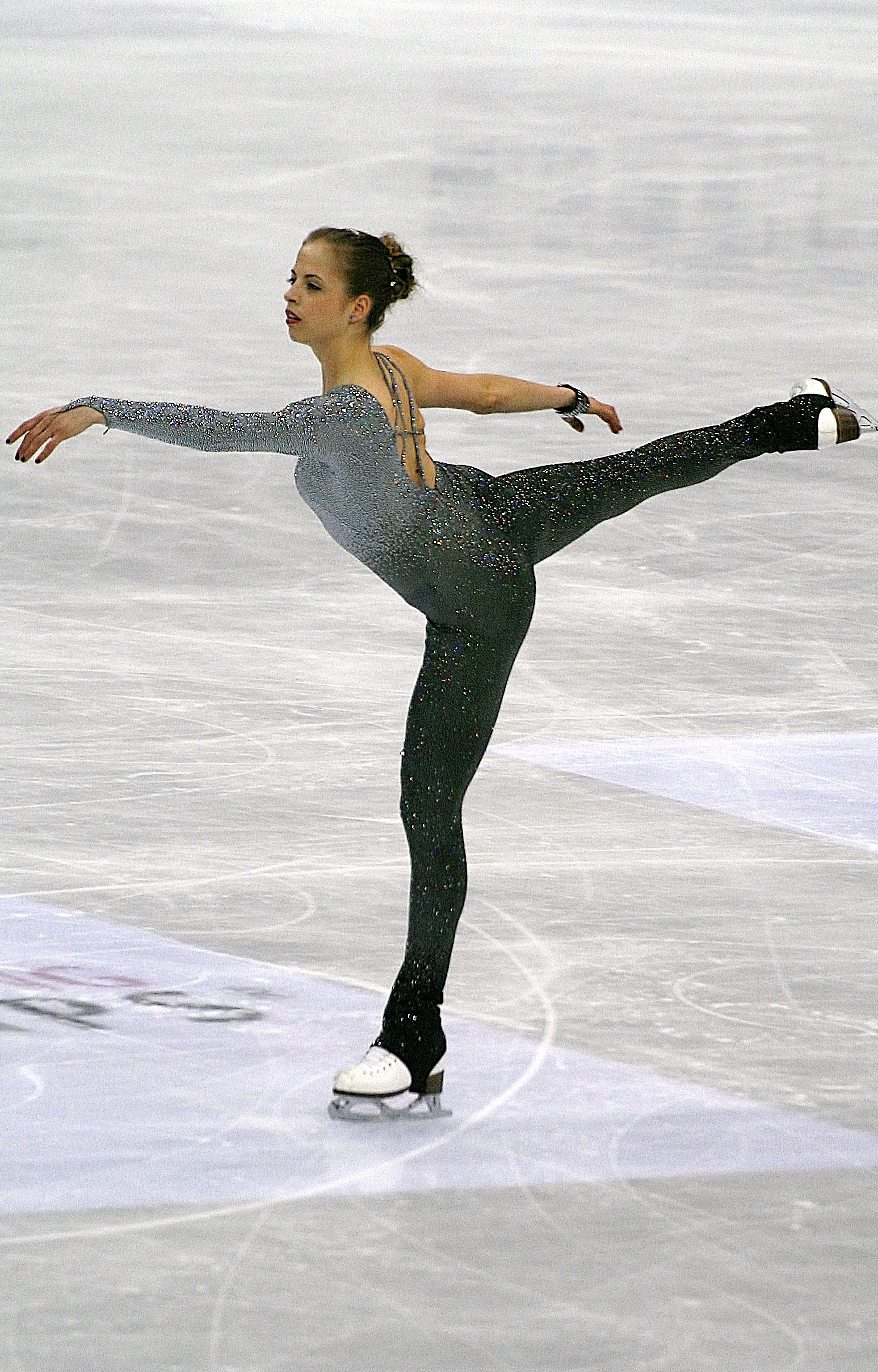
Carolina Kostner durante il programma libero ai mondiali 2012

A gennaio 2012, a Sheffield, Carolina ha vinto gli europei, ottenendo il titolo continentale per la quarta volta su un totale di 10 partecipazioni a tale evento. Ha infatti ottenuto il primo posto in entrambe le frazioni della competizione, guadagnando un totale di 183,55 punti.
La sua competizione successiva è stata la Challenge Cup 2012 a L'Aia, dove ha vinto la medaglia d'oro con più di 26 punti di distacco dalla connazionale Valentina Marchei. Si è infatti classificata prima sia nel programma corto (64,89 punti) sia nel libero, incrementando il proprio record personale sia nella seconda sezione di gara (132,84 punti) sia nel totale, pari a 197,73 punti.
Ai mondiali del 2012 di Nizza, in Francia, che si sono svolti presso il Palais des Expositions Acropolis, Carolina ha concluso in terza posizione il programma corto, preceduta dalla russa Alëna Leonova e dalla giapponese Kanako Murakami. Il 31 marzo, nel programma libero, si è invece classificata prima, segnando il proprio nuovo record personale e vincendo la medaglia d'oro con 189,94 punti. È inoltre divenuta la prima pattinatrice italiana nella storia a vincere l'oro iridato nella specialità del pattinaggio di figura singolo e la seconda italiana in assoluto, dopo Barbara Fusar-Poli e Maurizio Margaglio, che hanno vinto i campionati mondiali del 2001 a Vancouver nella specialità della danza su ghiaccio.
L'ultimo evento della stagione per Carolina è stato il World Team Trophy 2012 di Tokyo, in Giappone, al quale ha partecipato in quanto facente parte della squadra italiana. Questa competizione prevede la partecipazione soltanto di sei squadre nazionali, scelte sulla base dei risultati delle gare precedenti, e l'Italia è risultata quinta nella selezione. La pattinatrice gardenese si è classificata prima nel programma corto, stabilendo anche un nuovo record personale con 69,48 punti. Nel programma libero si è però classificata terza, anche a causa di una caduta sul triplo toe-loop, ottenendo quindi complessivamente il secondo posto al seguito della giapponese Akiko Suzuki. La squadra italiana si è comunque classificata soltanto sesta.
Carolina Kostner ha inoltre concluso la stagione nuovamente al primo posto nel ranking mondiale.

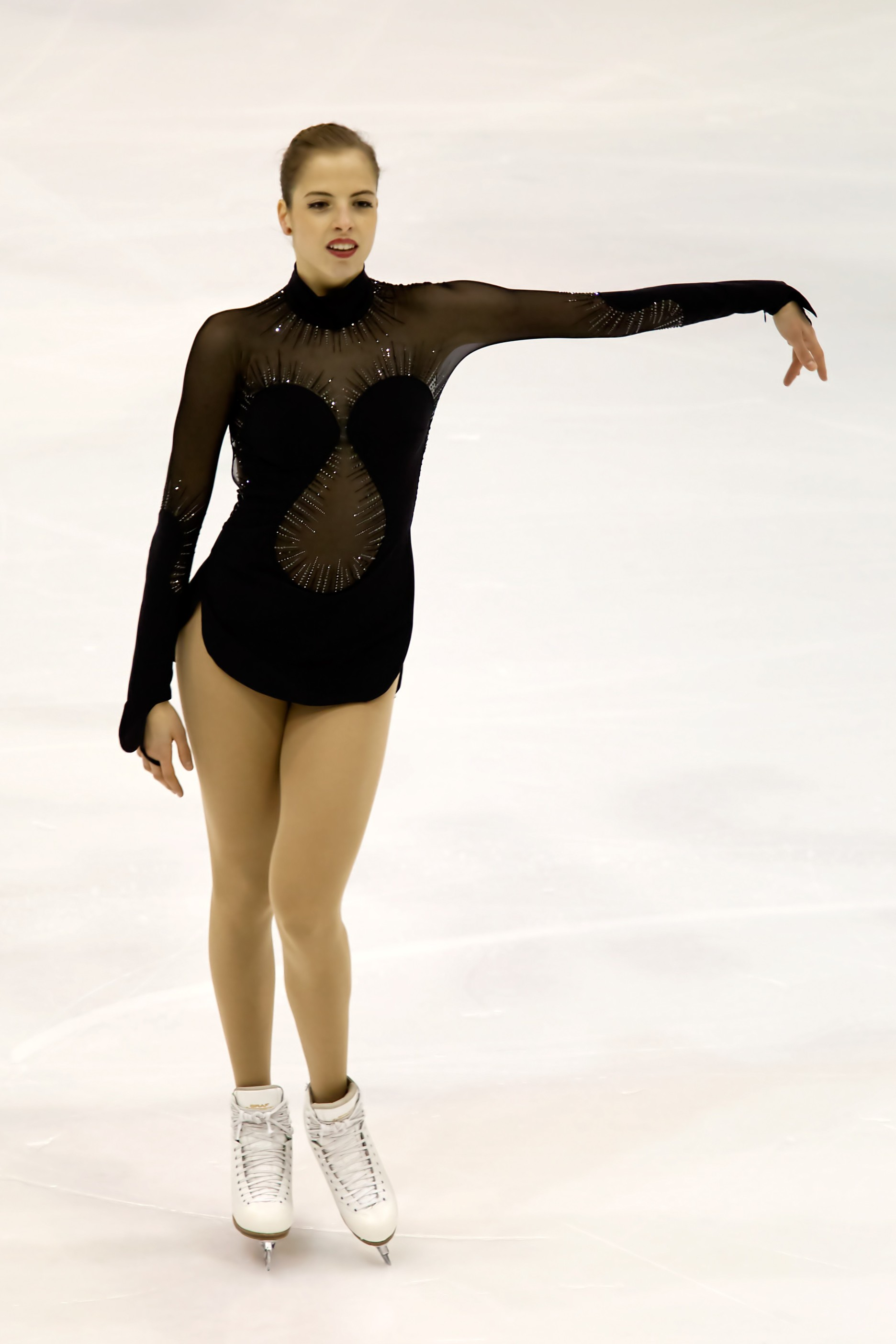
Carolina Kostner ai campionati italiani 2013

### Stagione 2012-2013
Dopo alcuni dubbi e l'annuncio del 6 luglio 2012 circa l'eventualità di un suo ritiro dall'agonismo, il 12 luglio Carolina Kostner ha annunciato che continuerà a competere fino alle Olimpiadi di Sochi del 2014.
Per la stagione 2012-2013, Carolina era stata assegnata alla Cup of China 2012 e al Trophée Eric Bompard 2012, ma ad agosto ha comunicato all'ISU che non avrebbe partecipato al Grand Prix 2012-2013. Tale ritiro è stato necessario in quanto, avendo deciso soltanto a luglio di continuare a gareggiare, l'atleta altoatesina non sarebbe stata pronta per competere negli eventi del circuito.
La sua prima competizione nella stagione 2012-2013 è stata la Golden Spin di Zagabria, dove il 14 dicembre, al termine del programma corto, si è trovata in prima posizione con 64,99 punti. Dopo aver vinto anche il programma libero, Kostner ha ottenuto la medaglia d'oro con 175,02 punti.
Successivamente, Carolina ha preso parte ai campionati italiani a Milano, il 21 e 22 dicembre 2012. Prima al termine del programma corto con 70,13 punti, poi ancora prima al termine del libero con 143,56 punti, ha ottenuto il settimo titolo nazionale con un totale di 213,69 punti, precedendo Valentina Marchei e Giada Russo. Nel programma libero ha eseguito correttamente sei salti tripli, fra cui un triplo lutz.
Il 25 gennaio 2013 Carolina ha partecipato al Campionato europeo di Zagabria dove ha concluso il programma corto in seconda posizione con 64,19 punti, preceduta dalla russa Adelina Sotnikova, prima con 67,61, e seguita dalla connazionale Valentina Marchei, terza con 58,22 punti. Il giorno successivo è poi riuscita a difendere il proprio titolo continentale, superando la pattinatrice russa e guadagnando la medaglia d'oro europea per la quinta volta nella sua carriera. Nel programma libero ha infatti ottenuto 130,52 punti, totalizzando un punteggio pari a 194,71, il più alto della competizione, seguito da quelli delle russe Adelina Sotnikova, vincitrice dell'argento con 193,99 punti, ed Elizaveta Tuktamysheva, medaglia di bronzo con 188,85.
Il 23 febbraio 2013 Carolina Kostner ha partecipato alla Challenge Cup 2013 che si è svolta a L'Aia, dove ha conquistato il primo posto con un punteggio complessivo di 198,90 punti. In particolare ha ottenuto 72,81 punti per il programma corto, nel quale ha ricevuto il punteggio massimo per tutte le trottole e le sequenze di passi e ha eseguito correttamente un triplo rittberger, una combinazione di due tripli toe-loop e un doppio axel. Nel programma libero ha invece eseguito un triplo lutz e una combinazione triplo flip-triplo toe-loop, ottenendo un punteggio pari a 126,09 e vincendo la gara con oltre 30 punti di vantaggio sulla seconda classificata.
A marzo 2013 Carolina ha poi partecipato ai mondiali del 2013 che si sono tenuti a London, in Canada. In tale occasione ha ottenuto 66,86 punti nel programma corto e 131,03 nel libero. Proprio nel secondo segmento di gara ha pattinato nonostante alcuni problemi di epistassi. Al termine della competizione, con un totale di 197,89 punti, ha ottenuto la medaglia d'argento, preceduta sul podio dalla pattinatrice coreana Yu-na Kim e seguita dalla giapponese Mao Asada.

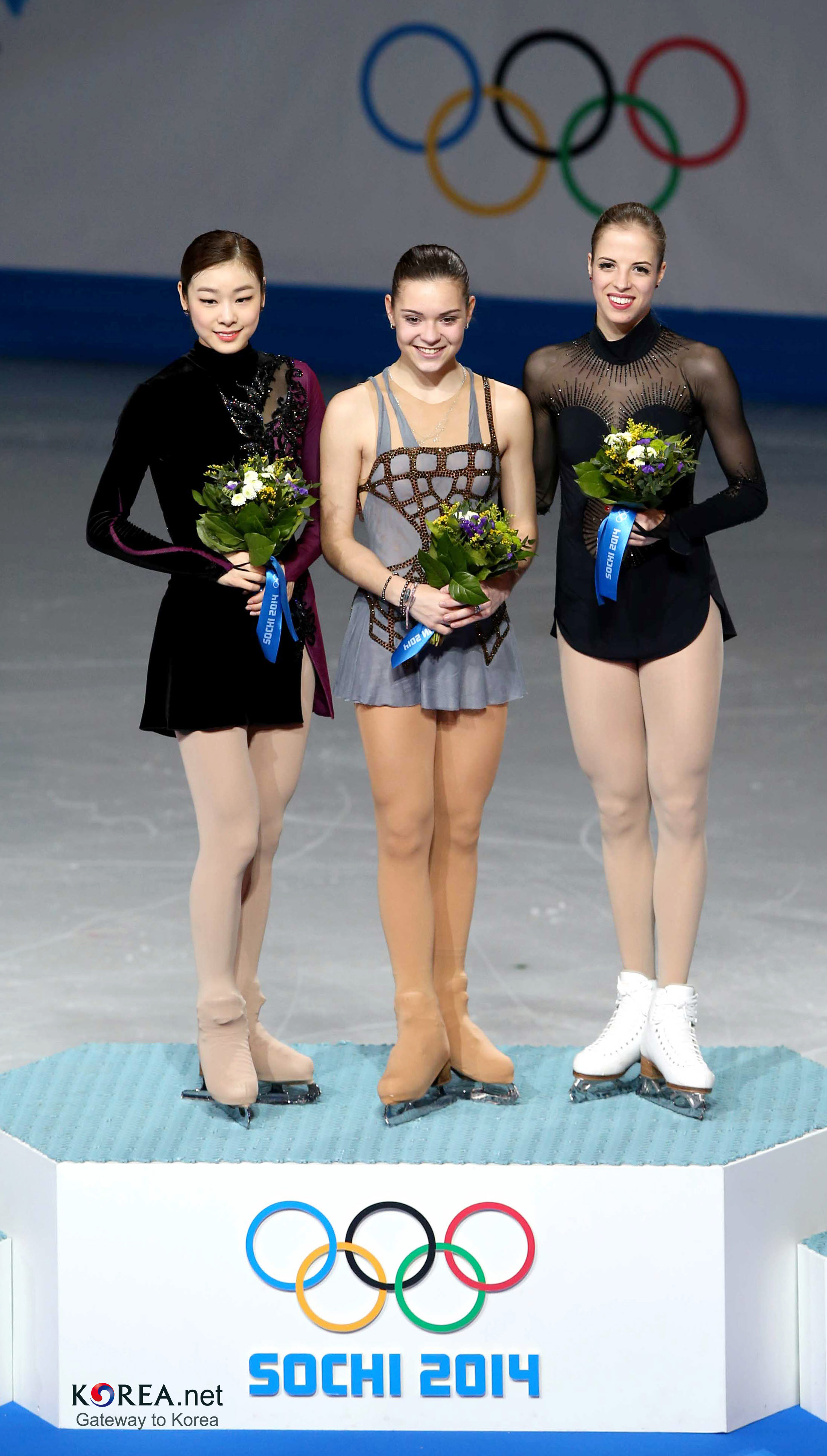
Carolina Kostner sul podio (destra) dei XXII Giochi olimpici invernali

### Stagione 2013-2014
Kostner per la stagione 2013-2014 è stata invitata a partecipare a due eventi del Grand Prix e cioè in particolare alla Cup of Russia 2013 e alla Cup of China 2013.
A Pechino, prima tappa dell'ISU Grand Prix a cui è stata assegnata nella stagione 2013-2014, nonostante alcuni errori sugli elementi di salto è riuscita a piazzarsi al secondo posto in entrambe le parti di gara grazie a ottimi punteggi nei program components score: il totale di 173,40 le è valso la medaglia di bronzo. Carolina prende parte anche alla Rostelecom Cup di Mosca nella quale arriva in seconda posizione, vincendo l'argento con un punteggio totale di 190,12 dietro a Julija Lipnickaja (190,80) e davanti a Mirai Nagasu (175,73), non riuscendo tuttavia a ottenere la qualificazione per la finale di Grand Prix.
Nei giorni successivi Carolina dichiara di non partecipare alle universiadi, in quanto le date dell'evento non si sarebbero inserite in modo opportuno nella preparazione già stabilita verso gli eventi più importanti della stagione e di non prendere parte ai Campionati nazionali italiani a causa del riacutizzarsi di un problema fisico.
Ai campionati europei di Budapest ottiene una medaglia di bronzo, la nona consecutiva alla rassegna continentale. Ha eseguito un buon programma libero comprendente di un triplo Lutz, un doppio Axel, un triplo Flip in combinazione con un doppio Toe-Loop e due tripli Salchow (il secondo con un doppio Toe-Loop al termine). Purtroppo cade sul triplo Toe-Loop, che doveva essere la combinazione, e trasforma il triplo Loop in doppio. Questo programma le vale 122,42 punti che uniti ai 68,97 punti del programma corto, riescono a farla salire sul terzo gradino del podio.
Alle olimpiadi invernali di Sochi 2014 partecipa inizialmente al "Team Event" (la cosiddetta gara a squadre, dove gareggiano le prime 10 nazioni al mondo), riuscendo a far qualificare l'Italia per la finale e realizzando il suo nuovo primato personale nel programma corto (70,84) a soli 2,06 punti dalla prima in classifica, la quindicenne Julija Lipnickaja. Carolina decide però di non pattinare il programma libero e di ritornare a Oberstdorf per prepararsi al meglio per la gara individuale. Il 19 febbraio inizia la gara individuale: Carolina ottiene un punteggio di 74,12 nel programma corto, il suo record personale, che la porta alla terza posizione provvisoria, a 80 centesimi dalla prima, la coreana Kim Yuna. Il programma libero si tiene il giorno seguente: Carolina ottiene il suo record personale nel libero, 142,61, per un punteggio totale di 216,73 (record personale nel punteggio totale), che le permette di vincere la medaglia di bronzo, preceduta dalla russa Adelina Sotnikova e dalla coreana Kim Yuna. Carolina è dunque divenuta la prima pattinatrice italiana nella storia a vincere una medaglia olimpica nella specialità del pattinaggio di figura singolo e la seconda italiana in assoluto, dopo Barbara Fusar-Poli e Maurizio Margaglio, che hanno vinto la medaglia di bronzo alle olimpiadi del 2002 nella specialità della danza su ghiaccio.
Successivamente partecipa ai campionati mondiali di Saitama. Il 27 marzo comincia la gara individuale femminile: Carolina ottiene 77,24 e si porta al secondo posto dietro Mao Asada e davanti Julija Lipnickaja. Nel lungo paga una caduta su una combinazione inserita all'ultimo e chiude il programma con 126,59. Il punteggio totale di 203,83 le permette di vincere la medaglia di bronzo e salire sul podio per la ventiseiesima volta consecutiva. L'azzurra, annuncia poche settimane dopo i campionati del mondo di voler prendersi un anno sabbatico.

### Stagione 2016-2017
In seguito a un accordo con Wada e Coni, la squalifica per l'omessa denuncia di Alex Schwazer viene retrodatata di sei mesi, arco di tempo trascorso dalla vicenda all'inizio del procedimento giudiziario e non imputabile a Kostner, permettendo alla pattinatrice altoaltesina di tornare agli allenamenti a partire da dicembre e alle gare a partire da gennaio 2016.
Il rientro coincide con i Medal Winners Open, una gara a inviti, non ufficiale, patrocinata dall'ISU. Kostner presenta un programma inedito, elaborato sulla Méditation di Jules Massenet, che le vale il secondo posto, con un punteggio 59,69.
In seguito, Kostner, in accordo con lo storico allenatore Michael Huth, decide di trasferirsi a San Pietroburgo, dove prepara il vero rientro alle competizioni sotto la guida di Aleksej Mišin, vero guru del pattinaggio russo che ha allenato, tra gli altri, Evgenij Pljuščenko.
Il vero rientro alle gare è rappresentato dal Golden Spin, in programma a Zagabria dal 7 al 10 dicembre, nona e ultima tappa delle Isu Challenger Series, necessaria per ottenere i minimi tecnici per essere ammessa alle competizioni europee di Ostrava e mondiali di Helsinki per il 2017.
Carolina Kostner presenta due programmi inediti: Bonzo's Montreux dei Led Zeppelin per il corto e il Cum Dederit di Vivaldi per il lungo.
Carolina Kostner è al primo posto dopo il programma corto, con un punteggio di 69,95 (35,07 di tecnico e 34,88 nei components) mentre il programma lungo si rivela più complesso: i 126,28 punti totalizzati nel secondo segmento di gara (55,40 punti di punteggio tecnico e 70,88 punti nei components) la collocano al terzo posto per il programma lungo ma al primo posto per il punteggio complessivo, lasciando dietro sé atlete del calibro di Elizaveta Tuktamyševa, campionessa europea e mondiale nel 2015, e di Alëna Leonova. Con 196,23 punti complessivi, Carolina Kostner conquista i punteggi minimi per le rassegne continentali e iridate del 2017 nonché il 27º podio consecutivo in carriera.
Partecipa in seguito ai Campionati Italiani, in programma a Egna dal 14 al 17 dicembre. Totalizza 74,27 (36,27 nel punteggio tecnico e 38,00 per i components) nel primo segmento di gara, portandosi in prima posizione. Nel programma libero ottiene un punteggio di 136,70 (59,82 punti per gli elementi tecnici e 76,88 punti per i components). Conclude i Campionati Italiani in prima posizione con 210,97 punti.
A gennaio è la volta dei Campionati europei, in programma a Ostrava, Repubblica Ceca dal 25 al 29. Presenta nel primo segmento di gara un triplo toe-loop-triplo toe-loop, triplo loop, doppio Axel,totalizzando 72,40 punti (36,80 nel punteggio tecnico e 35,60 nei components) portandosi al terzo posto, dietro le russe Anna Pogorilaja ed Evgenia Medvedeva. Conferma la terza posizione nel lungo, che chiude a 138,12 (64,45 di punteggio tecnico e 73,67 di components). Il totale di 210,52 le vale la medaglia di bronzo, decimo podio continentale.
Partecipa, inoltre, ai Nordics Open, in programma a Reykjavík dal 2 al 5 marzo, ultima tappa preparatoria prima dei mondiali di Helsinki. Totalizza nel corto 64,85 (composto da 28,67 di elementi tecnici e 36,18 di components) mentre nel programma libero totalizza 139,42 (65,21 di elementi tecnici e 75,21 di components) portandosi, in entrambi i segmenti di gara, alla prima posizione, nonostante la caduta, nel programma libero, sul triplo Salchow.
Conclude i Nordics Open al primo posto con 204,27 punti, davanti alla russa Tuktamyševa e alla svedese Anita Östlund.
Partecipa quindi ai campionati mondiali a Helsinki, dove si piazza ottava dopo il programma corto, con 66,33 punti. Nel programma libero arriva quinta, chiudendo complessivamente in sesta posizione.

### Stagione 2017-2018

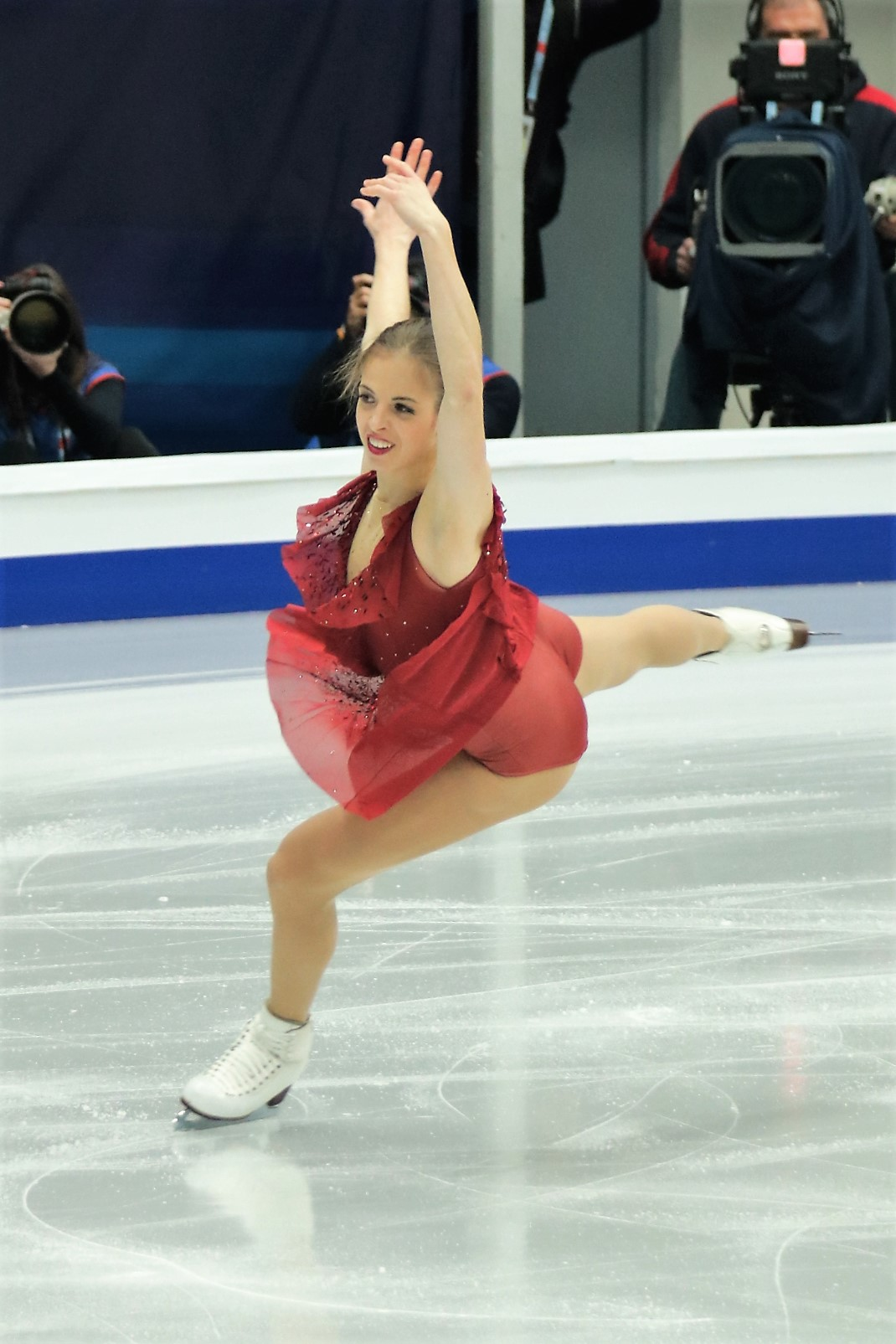
Kostner durante il programma corto al Campionato europeo del 2018.

Per la stagione 2017-2018 Kostner presenta un programma corto inedito, "Ne me quitte pas" di Jacques Brel, nella versione cantata da Celine Dion e, per il programma libero il "Prélude à l'après-midi d'un faune" di Debussy, musica già scelta per il programma libero nella stagione 2010-2011.
La stagione comincia con il Lombardia Trophy, tappa delle ISU Challenger Series, in programma a Bergamo dal 13 al 16 settembre 2017. Nel programma corto, presenta la combinazione triplo flip-doppio toeloop, il triplo loop e il doppio axel totalizzando il punteggio di 71,67 che la portano in seconda posizione parziale. Nel libero, complici alcuni errori su diversi elementi di salto, si classifica quinta con un punteggio di 126,69. Conclude la gara al terzo posto con un punteggio complessivo di 198,38.
A ottobre è impegnata nel Finlandia Trophy a Espoo. Chiude il primo segmento di gara al terzo posto con un corto valutato 67,45 e il programma libero al secondo posto con un punteggio di 126,31. Il punteggio complessivo di 193,76 le permette di chiudere la gara al secondo posto, dietro la russa Maria Sotskova.
Sempre a ottobre, partecipa alla prima tappa del Gran Prix, la Rostelecoom Cup, tappa russa in programma a Mosca dal 20 al 22 ottobre. Nel programma corto, con il consolidato layout di gara triplo toeloop-triplo toeloop, triplo loop, doppio axel, intervallati dalla fly- camel spin, layback spin, trottola combinata e dalla sequenza di passi, conquista il punteggio di 74,62 portandosi al secondo posto, dietro la russa Evgenia Medvedeva. Nel libero mantiene la seconda posizione con un programma valutato 141,36, chiudendo la gara al secondo posto con un punteggio complessivo di 215,98.

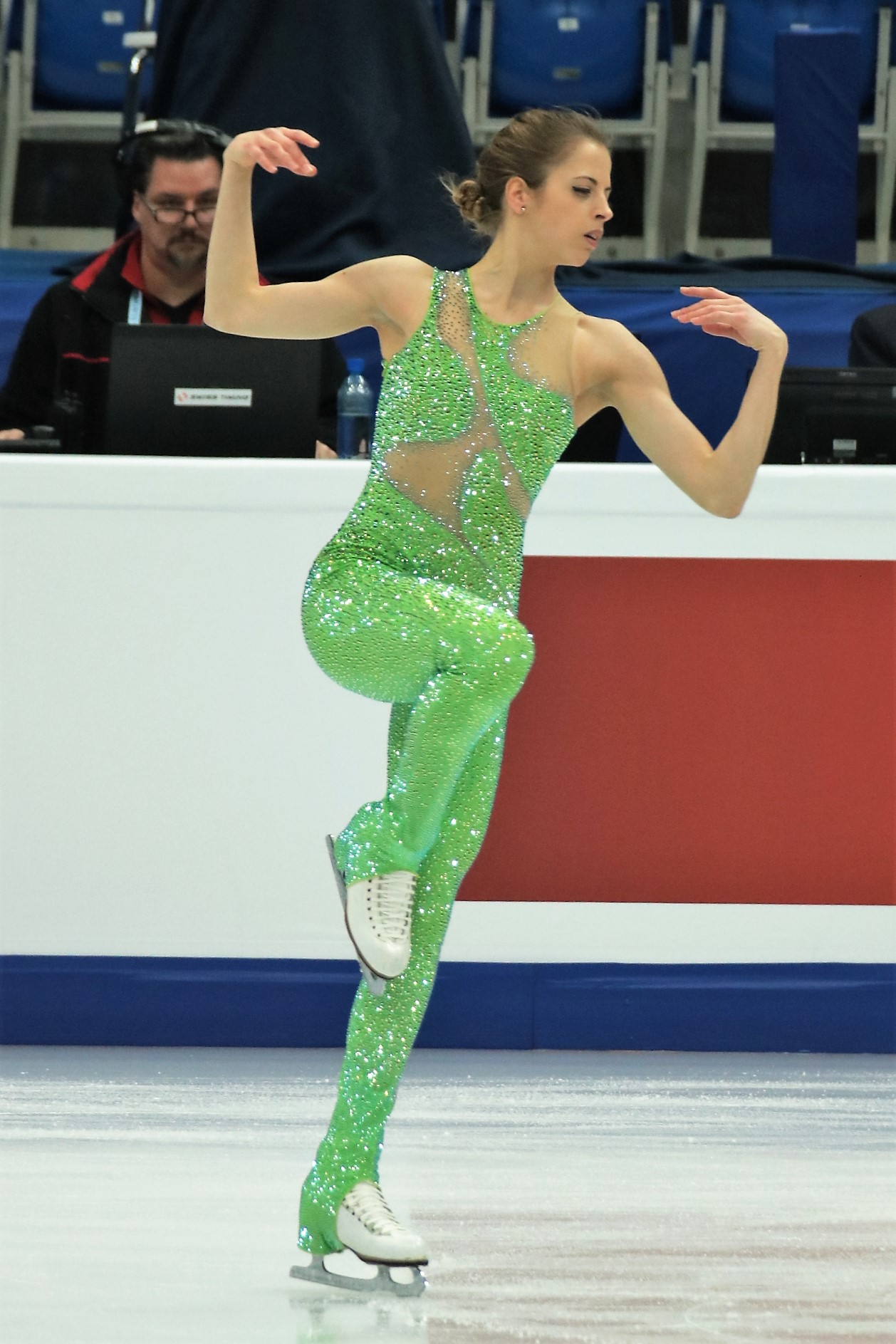
Kostner durante il programma libero al Campionato europeo del 2018.

A novembre partecipa alla NHK Trophy, tappa giapponese del Gran Prix, in programma a Osaka dal 10 al 12 novembre. Nel programma corto totalizza il punteggio di 74,57, portandosi al secondo posto, dietro la russa Evgenia Medvedeva mentre conclude il programma libero al terzo posto con un punteggio di 137,67. Il totale di 212,24 le permettono di concludere la gara al secondo posto, dietro la russa Evgenia Medvedeva e di accedere alla tappa finale del Gran Prix, in programma a dicembre a Nagoya.
Nella tappa finale del Gran Prix ottiene una sesta posizione nel programma corto, dove totalizza 72,82 e una terza posizione nel programma libero dove totalizza 141,83. Conclude la finale del Gran Prix al quarto posto con un punteggio di 214,65.
A gennaio è la volta dei campionati Europei, in programma a Mosca dal 15 al 21. Nel programma corto presenta il nuovo layout di gara composto da triplo flip-triplo toeloop, triplo loop e doppio axel intervallati dalla fly-camel spin, layback spin, trottola combinata e dalla sequenza di passi, valutato 78,30, che le permetto di andare in terza posizione dietro le russe Zagitova e Medvedeva,mentre il programma libero, macchiato da diversi errori, come la caduta sul triplo lutz iniziale, viene valutato 125,95. Il punteggio complessivo di 204,25 portano sul gradino più basso del podio, permettendole di conquistare l'undicesima medaglia continentale.
Ai Giochi olimpici di PyeongChang 2018 – i quarti della sua carriera – Carolina Kostner chiude al quinto posto la gara individuale, recuperando con un programma libero da 139,29 punti una posizione rispetto al programma corto, in cui aveva ottenuto 73,15 punti; davanti all'altoatesina si classificano le russe Zagitova e Medvedeva, la canadese Kaetlyn Osmond e la nipponica Satoko Miyahara. Contribuisce inoltre al quarto posto nella gara a squadre alle spalle dei canadesi, degli atleti olimpici russi e degli statunitensi.
A marzo partecipa ai mondiali di Milano, dove chiude al quarto posto (dietro a Osmond, Higuchi e Miyahara). Dopo aver chiuso al primo posto il programma corto, con un punteggio di 80,27; nel programma libero - Prélude à l'après-midi d'un faune di Claude Debussy, punteggio 128,61 - commette diversi errori tecnici che le pregiudicano il podio nella sua quattordicesima esperienza iridata. Prima di lei anche Alina Zagitova, campionessa olimpica in carica e favorita, ha commesso diversi errori, tanto da chiudere solo al quinto posto finale.

### Dalla stagione 2018-2019 alla stagione 2021-2022
Alla fine della stagione 2017-2018 partecipa ad alcune esibizioni e programma la stazione successiva, confermando di voler continuare l'attività agonistica. Nel settembre 2018, un dolore all'articolazione dell’anca sinistra e la diagnosi di una tendinite al quadricipite femorale della coscia sinistra la portano ad annullare i primi impegni della nuova stagione per farsi trovare pronta alle prime tappe del Gran Prix in novembre. A fine ottobre annuncia che l'infortunio all'anca è più grave del previsto e che si augura di poter rientrare per gli europei di gennaio a Minsk. I tempi di riabilitazione dell'anca si allungano, si aggiunge inoltre un incidente domestico a un piede e, dopo aver rinunciato agli Europei, è costretta a saltare anche la rassegna iridata di Saitama.
Salta quindi tutta la stagione e nel dicembre 2019 rende noto che il problema non è ancora stato superato e che con i propri medici ha deciso di sottoporsi a un intervento chirurgico all'anca alla fine di gennaio 2020. Salta così anche la stagione 2020-2021 e i programmi di riabilitazione post-operatori sono ostacolati dai problemi derivati dalla pandemia di COVID-19. Nel periodo successivo vi sono lenti miglioramenti che non le consentono però di prendere parte ai Giochi olimpici di Pechino nel febbraio 2022, durante i quali dichiara che, nonostante abbia 35 anni, non esclude un suo rientro all'agonismo.

## Cambi di allenatore

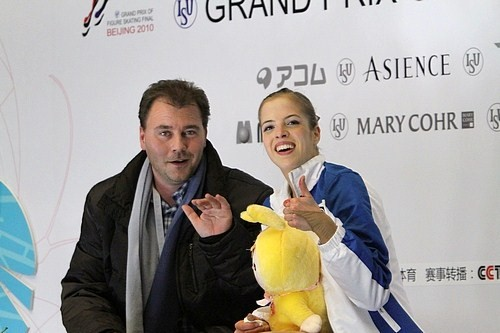
Carolina Kostner con l'allenatore Michael Huth nel 2010

Da quando nel 2001 la pista di pattinaggio della sua città è stata chiusa, Carolina ha iniziato a lavorare insieme a Michael Huth a Oberstdorf, in Germania.
Dopo otto anni, nel giugno del 2009, Kostner ha però lasciato il suo storico allenatore Michael Huth e si è trasferita a El Segundo, in California per essere seguita da Frank Carroll e Christa Fassi, vedova del defunto pattinatore Carlo Fassi.
Durante le Olimpiadi di Vancouver, è però divenuto chiaro come negli Stati Uniti Kostner fosse seguita unicamente da Christa Fassi e non da Frank Carroll, il quale ha dichiarato di non considerare l'atleta italiana come una sua allieva. Anche per questo durante la stagione Kostner ha smesso del tutto di essere seguita da Carroll e ha iniziato a essere allenata, oltre che da Christa Fassi, da Edoardo De Bernardis, un allievo di quest'ultima.
Nel luglio del 2010, Carolina ha deciso di tornare a Oberstdorf per riprendere ad allenarsi con Michael Huth. Ha detto infatti di aver capito, dopo un anno in America, che le condizioni nelle quali si era sempre allenata prima di lasciare l'Europa erano in realtà le migliori per lei. Ha però anche ammesso di aver sentito molto, durante la sua permanenza in California, la lontananza della propria famiglia, degli amici e dei luoghi nei quali è cresciuta.
Attualmente si allena all’Ice Lab di Bergamo.

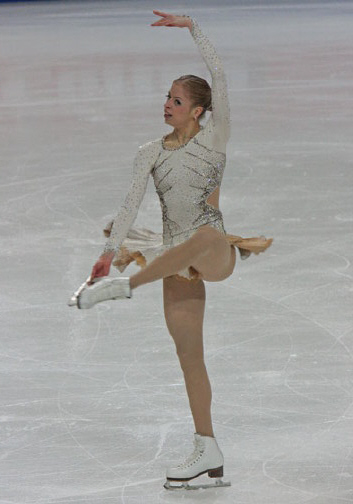
Carolina Kostner agli Europei del 2009

## Tecnica di pattinaggio
Carolina Kostner è mancina e fa quindi parte della minoranza di pattinatrici le quali saltano ed eseguono le trottole in senso orario.
Per quanto riguarda i salti, è in grado di eseguire combinazioni di tipo triplo-triplo-doppio, triplo-doppio-doppio, triplo-triplo, triplo-doppio. Alcuni esempi sono le combinazioni doppio axel-triplo toe-loop, triplo flip-triplo toe-loop, triplo flip-triplo toe-loop-doppio rittberger e triplo lutz-triplo toe-loop.
Ha eseguito il suo primo triplo salchow all'età di 11 anni e un doppio axel a 12. A proposito delle proprie capacità nelle combinazioni, ha detto: "Le combinazioni triplo-triplo sono facili per me. Per prima cosa ho provato una doppio toe-loop-triplo toe-loop, per vedere come fosse. Poi ho provato una triplo toe-loop-triplo toe-loop. Non mi piace il doppio axel, quindi non proverò il triplo".

## Attività post agonistiche

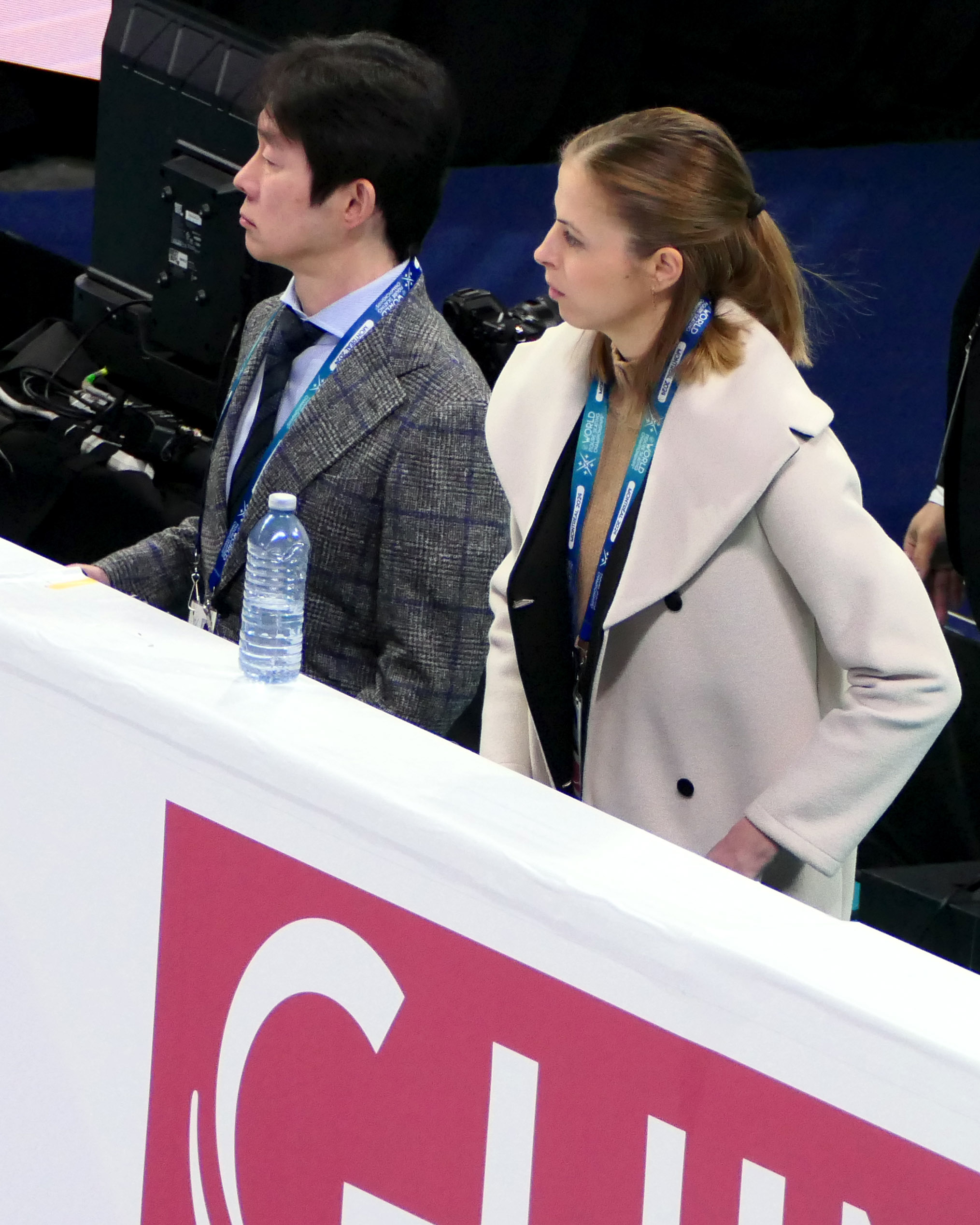
Masakazu Kagiyama e Carolina Kostner durante il programma libero di Yuma Kagiyama al Campionato del mondo 2024.

Kostner ha collaborato con Lori Nichol nella realizzazione di coreografie per diversi pattinatori. In questo ruolo è entrata in contatto con Yuma Kagiyama, e in seguito è entrata nel suo staff tecnico come allenatrice, affiancando Masakazu Kagiyama, rimasto allenatore del figlio.
Oltre che per Kagiyama Kostner ha realizzato coreografie per Nicole Schott, Lee Hae-in e per Rebecca Ghilardi / Filippo Ambrosini.
Nel 2025 Kostner ha portato la Bandiera d'Italia durante la cerimonia d'inaugurazione delle XXXII Universiadi invernali. Kostner è anche ambassador per i Giochi olimpici di Milano-Cortina.

## Vita privata
Carolina Kostner è nata a Bolzano e vive a Ortisei, ma si allenava all'estero poiché una frana distrusse il palazzetto del ghiaccio di Ortisei quindi costrinse pure l'Hockey Club Gardena, la locale squadra di hockey, a cambiare sede. Inizialmente aveva cominciato ad allenarsi a Oberstdorf, in Germania, poi si è allenata anche in Canada, Giappone e Russia. Ha iniziato a pattinare all'età di 4 anni. La madre Patrizia era una pattinatrice a livello nazionale negli anni settanta, allenata dalla propria madre, e ora è a sua volta allenatrice della categoria "giovanissime" dell'Ice Club Gardena. È stata inoltre un'insegnante di arti geometriche. Il padre Erwin Kostner, ex giocatore di hockey su ghiaccio per la squadra nazionale italiana ai Campionati del Mondo e ai Giochi olimpici, è attualmente allenatore di questa disciplina. Un suo nonno è stato direttore dell'Accademia di Arte nella sua città natale. Carolina ha due fratelli, Martin, di un anno più grande, e Simon, di tre anni più giovane. Quest'ultimo gioca a hockey su ghiaccio. È cugina di Isolde Kostner, vincitrice della medaglia d'argento nello sci alpino alle Olimpiadi del 2002, e quest'ultima è la madrina di cresima di Carolina.
Oltre alla sua lingua madre, il ladino, Carolina parla correntemente italiano e tedesco e conosce l'inglese e il francese.
Nell'autunno del 2007 si è iscritta all'Università degli Studi di Torino presso il corso di Scienze della comunicazione, ma non ha mai portato a termine gli studi.
Appartiene inoltre al corpo della Polizia Penitenziaria, con il ruolo di assistente capo;
è tifosa della Juventus.
È stata legata sentimentalmente al marciatore Alex Schwazer dal 2008 al 2012.

## Vita pubblica e sponsor

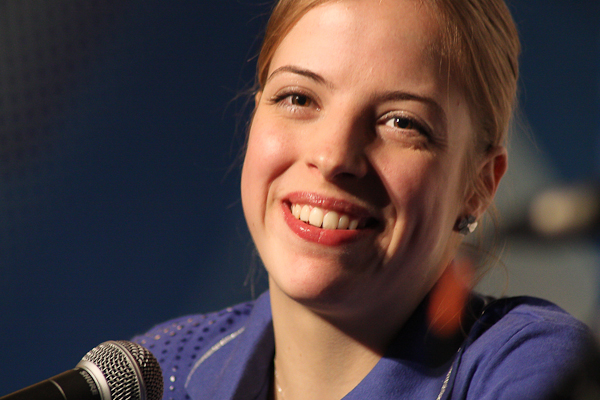
Carolina Kostner

Gli sponsor attuali e precedenti di Carolina Kostner comprendono Alto Adige/Südtirol, Asics, Grissin Bon, Grana Padano, Axel - la pista del ghiaccio di Roma, Royal Caribbean, Lancia, Herbalife (dalla stagione 2010-2011), Torino Olympic park e Roberto Cavalli (fino alla stagione 2009-2010).
I fornitori attuali di Carolina sono Suzuki (dal 2013), Swarovsky, Sagester e Technogym.
Carolina ha partecipato allo show Winx on Ice nel novembre del 2008.
Inoltre è stata la madrina di Opera on Ice, uno spettacolo tenutosi per la prima volta nell'ottobre 2011 presso l'Arena di Verona, al quale hanno preso parte alcuni fra i migliori pattinatori del panorama internazionale. Lo spettacolo è stato trasmesso contemporaneamente in quaranta paesi. Nell'ottobre 2012 è stata la madrina della seconda edizione di Opera on Ice, nella quale ha pattinato sulla musica "Je veux vivre" di Romeo e Giulietta insieme a Stéphane Lambiel.
Kostner ha disegnato personalmente i propri costumi per la stagione 2011-2012, mentre nel 2005 ha collaborato con Roberto Cavalli. Inoltre, al termine di ogni stagione sportiva i suoi costumi vengono messi all'asta e il ricavato della vendita viene devoluto in beneficenza a favore dell'Istituto Giannina Gaslini, l'ospedale pediatrico di Genova.

## Vicende giudiziarie
Accusata di aver fornito copertura al suo ex fidanzato Alex Schwazer, condannato complessivamente a 3 anni e 9 mesi di squalifica per doping, il 28 novembre 2014 Kostner viene deferita dalla Procura Antidoping del CONI al Tribunale Nazionale, con una richiesta di squalifica di 4 anni e 3 mesi. La Procura di Bolzano chiede infine 2 anni e 3 mesi e il 16 gennaio 2015 la pattinatrice viene squalificata per 1 anno e 4 mesi con sentenza di primo grado. L'atleta proclama la propria innocenza e annuncia che farà ricorso al Tribunale Arbitrale dello Sport (TAS).
Proprio al TAS di Losanna si rivolgono a marzo la Procura antidoping del Coni e la WADA, l'agenzia mondiale antidoping, chiedendo un aumento di pena compresa tra i 2 e i 4 anni di squalifica.
In seguito a un accordo con Wada e Coni, la squalifica viene retrodatata di sei mesi, arco di tempo trascorso dalla vicenda all'inizio del procedimento giudiziario e non imputabile a Kostner, permettendo alla pattinatrice altoaltesina di tornare agli allenamenti a partire da dicembre e alle gare a partire da gennaio 2016.

## Programmi
| Stagione  | Programma corto | Programma libero | Esibizioni |
| --------- | --- | --- | --- |
| 2018-2019 | Non ha gareggiato in queste stagioni | Non ha gareggiato in queste stagioni | |

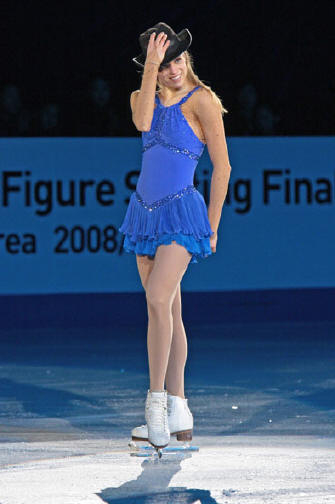
Carolina Kostner al Galà della finale del Grand Prix nel 2008

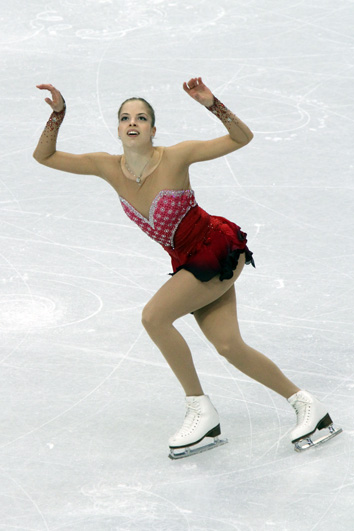
Carolina Kostner alle Olimpiadi del 2010

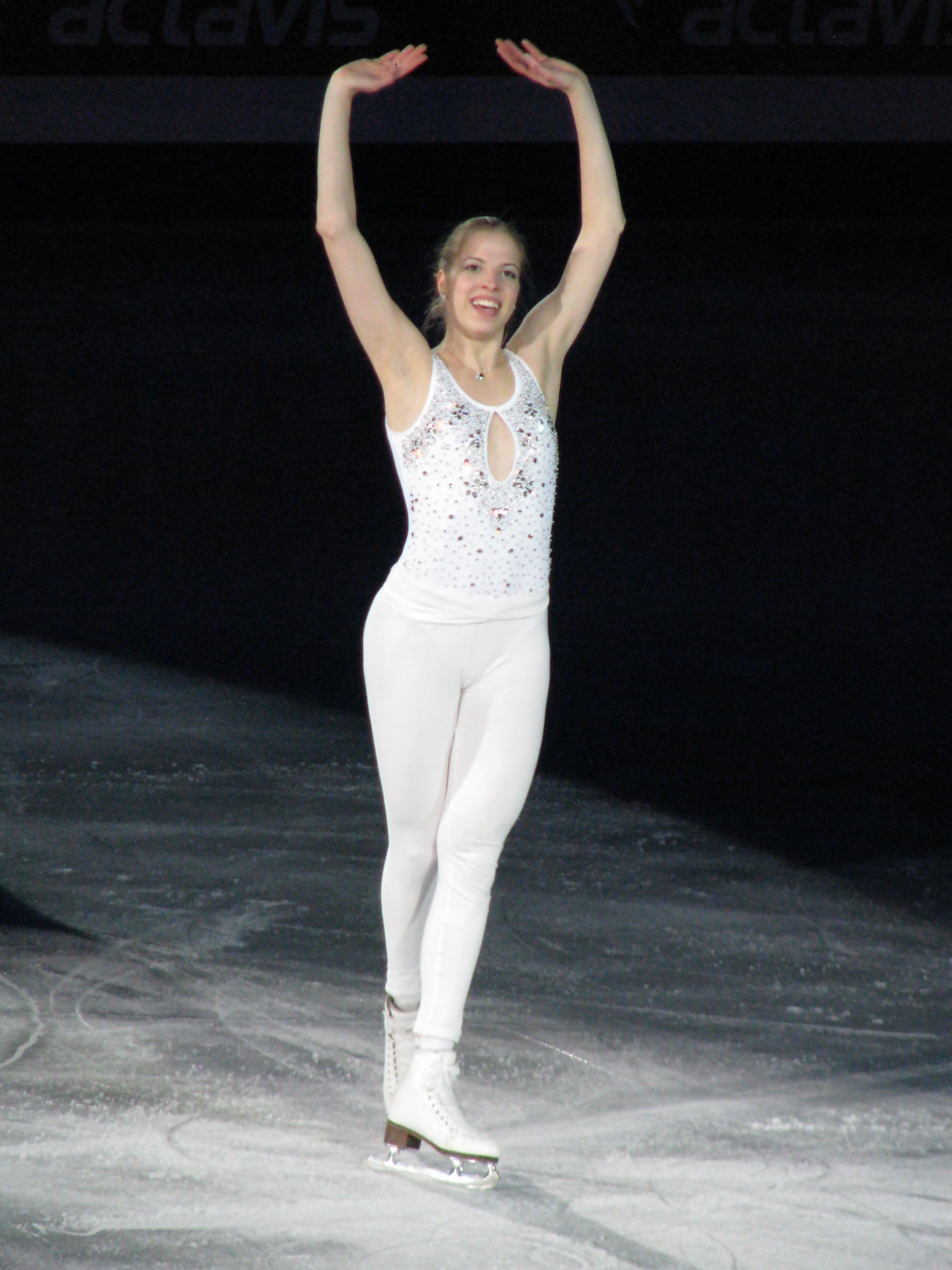
Carolina Kostner agli europei del 2010

| 2017-2018 | - Ne me quitte pas di Celine Dion coreografia di Lori Nichol | - Prélude à l'après-midi d'un faune di Claude Debussy coreografia di Lori Nichol                                                                                                  | - Clair de lune di Claude Debussy coreografia di Stéphane Lambiel - Bonzo's Montreux di Led Zeppelin coreografia di Lori Nichol                                                            |
| 2016-2017 | - Bonzo's Montreux di Led Zeppelin coreografia di Lori Nichol | - Cum Dederit di Antonio Vivaldi coreografia di Lori Nichol | - Clair de lune di Claude Debussy coreografia di Stéphane Lambiel |
| 2015-2016 | Non ha gareggiato in queste stagioni | Non ha gareggiato in queste stagioni | - Claire de Lune di Claude Debussy - Summertime di George Gershwin - Una furtiva lagrima di Gaetano Donizetti - Adagio in Sol Minore di Tomaso Albinoni - Bonzo's Montreux di Led Zeppelin |
| 2014-2015 | Non ha gareggiato in queste stagioni | Non ha gareggiato in queste stagioni | - Claire de Lune di Claude Debussy - Summertime di George Gershwin - Una furtiva lagrima di Gaetano Donizetti - Adagio in Sol Minore di Tomaso Albinoni - Bonzo's Montreux di Led Zeppelin |
| 2013-2014 | - Ave Maria di Franz Schubert coreografia di Lori Nichol - Humoresque di Antonín Dvořák coreografia di Lori Nichol | - Bolero di Maurice Ravel eseguito da Andre Previn e la London Symphony Orchestra coreografia di Lori Nichol - Scheherazade di Nikolai Rimsky-Korsakov coreografia di Lori Nichol | - Scheherazade di Nikolai Rimsky-Korsakov coreografia di Lori Nichol - Imagine di John Lennon eseguita da Eva Cassidy                                                                      |
| 2012-2013 | - A Transylvanian Lullaby dal film Frankenstein Junior musica di John Morris eseguita da Gil Shaham e Jonathan Feldman - Il trillo del diavolo di Giuseppe Tartini eseguita da Angele Dubeau & La Pietà coreografia di Lori Nichol | - Bolero di Maurice Ravel eseguito da Andre Previn e la London Symphony Orchestra coreografia di Lori Nichol                                                                      | - It's Oh So Quiet di Björk |
| 2011-2012 | - Allegretto dal Trio n. 2 di Dmitrij Dmitrievič Šostakovič | - Concerto per pianoforte e orchestra n. 23 di Wolfgang Amadeus Mozart | - Hallelujah di Jeff Buckley |
| 2010-2011 | - Galicia Flamenco di Gino d'Auri coreografia di Lori Nichol | - Prélude à l'après-midi d'un faune di Claude Debussy coreografia di Lori Nichol                                                                                                  | - Heavy Cross di Gossip - Mein Herr di Liza Minnelli |
| 2009-2010 | - Notturno in Do# Minore, n. 20 di Fryderyk Chopin - Concerto per violino di Pëtr Il'ič Čajkovskij coreografia di Lori Nichol | - Aria sulla quarta corda di Johann Sebastian Bach - Concerto per violoncello Antonio Vivaldi coreografia di Lori Nichol                                                          | - Ain't No Sunshine di Bill Withers eseguita da Carol Duboc |
| 2008-2009 | - Mujer Sola - Canaro en Paris di Tango Lorca coreografia di Lori Nichol | - Pas de Deux dal balletto Il lago dei cigni di Pëtr Il'ič Čajkovskij coreografia di Lori Nichol - Dumky Trio di Antonín Dvořák coreografia di Lori Nichol                        | - A te di Lorenzo Jovanotti - Come sei veramente - Angelo ribelle di Giovanni Allevi |
| 2007-2008 | - Riders on the Storm dei The Doors coreografia di Lori Nichol | - Dumky Trio di Antonín Dvořák coreografia di Lori Nichol | - Panic di Giovanni Allevi - You Are a Woman di Bonnie Tyler |
| 2006-2007 | - Variations on the Kanon by Johann Pachelbel di George Winston coreografia di Lori Nichol | - Memorie di una geisha di John Williams coreografia di Lori Nichol | - Solamente per Carolina di Robert Werner |
| 2005-2006 | - Gabriel's Oboe dalla colonna sonora del film Mission di Ennio Morricone coreografia di Kurt Browning | - Inverno da Le quattro stagioni di Antonio Vivaldi coreografia di Kurt Browning                                                                                                  | - Ave Maria di Charles Gounod e Filippa Giordano |
| 2004-2005 | - Country di George Winston coreografia di Kurt Browning | - Concerto per pianoforte e orchestra n. 1 - Concerto per pianoforte e orchestra n. 3 di Sergei Prokofiev coreografia di Kurt Browning                                            | - Fly di Céline Dion |
| 2003-2004 | - Song from a Secret Garden di Rolf Løvland | - A Poet's Quest'for a Distant Paradise - Night Flight - Reflection - Fantasia per violino sulla Turandot di Puccini di Vanessa-Mae                                               | - Je t'aime encore di Céline Dion |
| 2002-2003 | - Variations on the Kanon by Johann Pachelbel di George Winston arrangiata da George Winston | - Papa, Can You Hear Me? - Schindler's List - La lista di Schindler - Far and Away di Itzhak Perlman                                                                              | - But I Do Love You - The Right Kind of Wrong di LeAnn Rimes |

## Palmarès

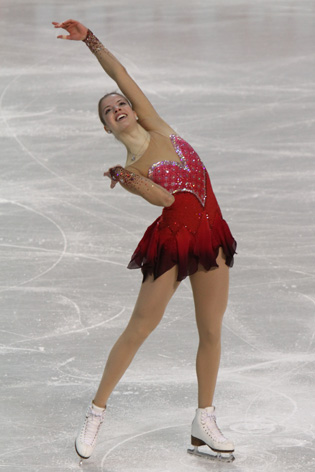
Carolina Kostner durante il programma corto ai campionati europei 2010

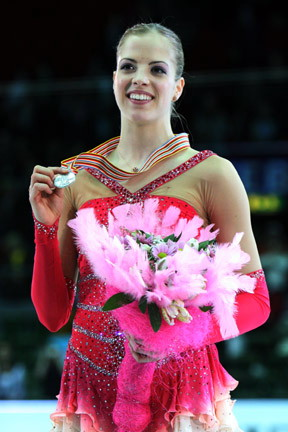
Carolina Kostner ai Mondiali del 2008

| Risultati | Risultati      | Risultati      | Risultati      | Risultati      | Risultati      | Risultati      | Risultati      | Risultati      | Risultati      | Risultati      | Risultati      | Risultati      | Risultati      | Risultati      | Risultati      | Risultati      |
| Internazionali | Internazionali | Internazionali | Internazionali | Internazionali | Internazionali | Internazionali | Internazionali | Internazionali | Internazionali | Internazionali | Internazionali | Internazionali | Internazionali | Internazionali | Internazionali | Internazionali |
| Evento | 2000–01        | 2001–02        | 2002–03        | 2003–04        | 2004–05        | 2005–06        | 2006–07        | 2007–08        | 2008–09        | 2009–10        | 2010–11        | 2011–12        | 2012–13        | 2013–14        | 2016-17        | 2017-18        |
| --- | -------------- | -------------- | -------------- | -------------- | -------------- | -------------- | -------------- | -------------- | -------------- | -------------- | -------------- | -------------- | -------------- | -------------- | -------------- | -------------- |
| Giochi olimpici invernali |                |                |                |                |                | 9º             |                |                |                | 16º            |                |                |                | 3º             |                | 5º             |
| Campionati mondiali |                |                | 10º            | 5º             | 3º             | 12º            | 6º             | 2º             | 12º            | 6º             | 3º             | 1º             | 2º             | 3º             | 6º             | 4º             |
| Campionati europei |                |                | 4º             | 5º             | 7º             | 3º             | 1º             | 1º             | 2º             | 1º             | 2º             | 1º             | 1º             | 3º             | 3º             | 3º             |
| Finale del Grand Prix |                |                |                |                |                |                |                | 3º             | 3º             |                | 2º             | 1º             |                |                |                | 4º             |
| GP Trophée Eric Bompard |                |                |                |                | 2º             |                |                |                |                | 6º             |                | 2º             | R              |                |                |                |
| GP Cup of China |                |                |                |                |                |                |                | 3º             |                | 6º             |                | 1º             | R              | 3º             |                |                |
| GP Cup of Russia |                |                |                | 2º             | 7º             |                |                |                | 1º             |                |                |                |                | 2º             |                | 2º             |
| GP NHK Trophy |                |                |                |                |                | 6º             |                | 1º             |                |                | 1º             |                |                |                |                | 2º             |
| GP Skate America |                |                |                | 9º             |                |                |                |                |                |                | 3º             | 2º             |                |                |                |                |
| GP Skate Canada |                |                |                |                | 5º             | 7º             |                |                | 4º             |                |                |                |                |                |                |                |
| CS Golden Spin |                |                |                |                |                |                |                |                |                |                |                |                |                |                | 1º             |                |
| CS Finlandia Trophy |                |                |                |                |                |                |                |                |                |                |                |                |                |                |                | 2º             |
| CS Lombardia Trophy |                |                |                |                |                |                |                |                |                |                |                |                |                |                |                | 3º             |
| Nebelhorn Trophy |                |                | 1º             |                |                |                |                | 1º             |                |                |                |                |                |                |                |                |
| The Nordics |                |                |                |                |                |                |                |                |                |                |                |                |                |                | 1º             |                |
| Bofrost Cup |                |                |                | 4º             |                |                |                |                |                |                |                |                |                |                |                |                |
| Challenge Cup |                |                |                |                |                |                |                |                |                |                |                | 1º             | 1º             |                |                |                |
| Finlandia Trophy |                |                |                | 4º             |                |                |                | 3º             |                |                |                |                |                |                |                |                |
| Gardena Spring Trophy |                | 4º             |                |                |                |                |                |                |                |                | 1º             |                |                |                |                |                |
| Golden Spin |                |                |                |                |                |                |                |                |                |                |                |                | 1º             |                |                |                |
| Karl Schäfer |                |                |                |                |                |                |                |                | 1º             |                |                |                |                |                |                |                |
| Merano Cup |                |                |                |                |                |                |                |                |                | 1º             |                |                |                |                |                |                |
| Ondrej Nepela Trophy |                |                | 1º             |                |                |                |                |                |                |                |                |                |                |                |                |                |
| Internazionali: categoria Junior |                |                |                |                |                |                |                |                |                |                |                |                |                |                |                |                |
| Mondiali juniores | 11º            | 10º            | 3º             |                |                |                |                |                |                |                |                |                |                |                |                |                |
| Finale Grand Prix juniores |                |                | 2º             |                |                |                |                |                |                |                |                |                |                |                |                |                |
| JGP Cina |                |                | 4º             |                |                |                |                |                |                |                |                |                |                |                |                |                |
| JGP Francia |                |                | 1º             |                |                |                |                |                |                |                |                |                |                |                |                |                |
| JGP Germania | 7º             |                |                |                |                |                |                |                |                |                |                |                |                |                |                |                |
| JGP Italia |                | 6º             |                |                |                |                |                |                |                |                |                |                |                |                |                |                |
| JGP Norvegia | 9º             |                |                |                |                |                |                |                |                |                |                |                |                |                |                |                |
| JGP Polonia |                | 4º             |                |                |                |                |                |                |                |                |                |                |                |                |                |                |
| Dragon Trophy |                |                | 1º J.          |                |                |                |                |                |                |                |                |                |                |                |                |                |
| Nazionali |                |                |                |                |                |                |                |                |                |                |                |                |                |                |                |                |
| Campionati italiani | 1º J.          |                | 1º             | 2º             | 1º             | 1º             | 1º             | R              | 1º             | 2º             | 1º             | R              | 1º             | R              | 1º             | 1º             |
| Eventi a squadre |                |                |                |                |                |                |                |                |                |                |                |                |                |                |                |                |
| Giochi olimpici invernali |                |                |                |                |                |                |                |                |                |                |                |                |                | 4ºS 2ºP        |                | 4ºS            |
| World Team Trophy |                |                |                |                |                |                |                |                |                |                |                | 6ºS 2ºP        |                |                |                |                |
| GP = Grand Prix; JGP = Junior Grand Prix; J. = categoria Junior; R = Ritirata S = Risultato della squadra; P = Risultato personale (N.B. le medaglie sono state consegnate solo per i risultati della squadra) |                |                |                |                |                |                |                |                |                |                |                |                |                |                |                |                |

## Risultati in dettaglio

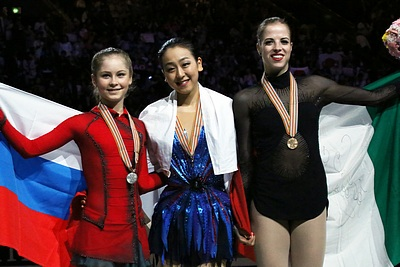
Carolina Kostner ai campionati mondiali 2014

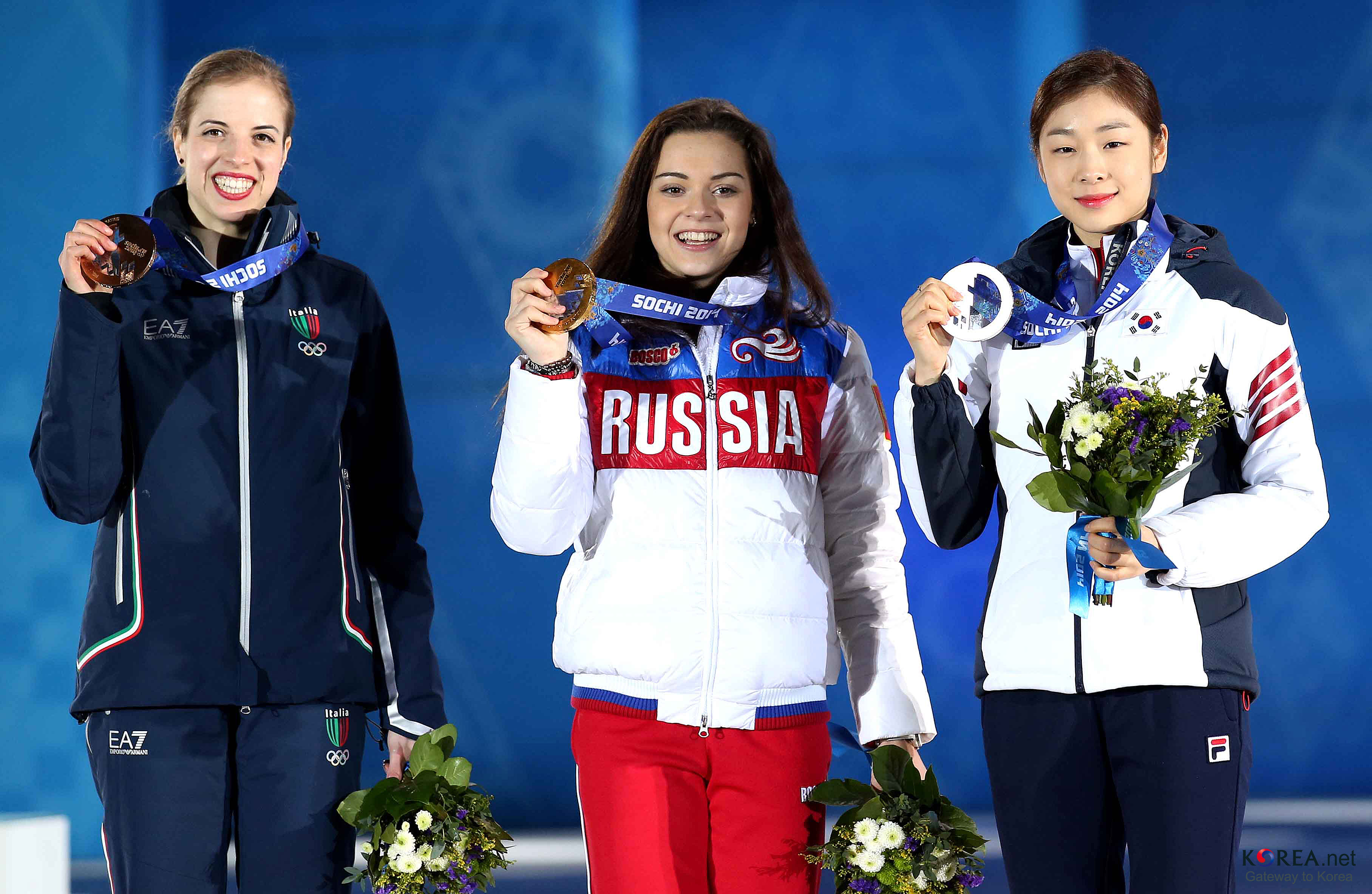
Carolina Kostner alla cerimonia di premiazione dei XXII Giochi olimpici invernali

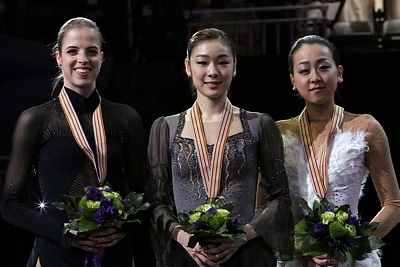
Carolina Kostner sul podio dei campionati mondiali 2013

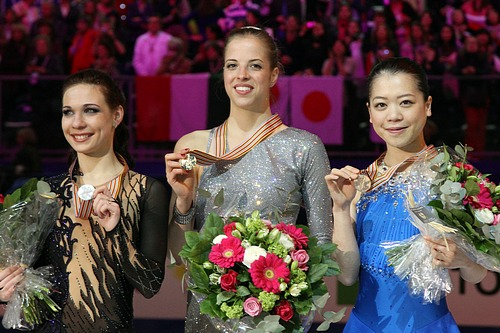
Carolina Kostner sul podio dei campionati mondiali 2012

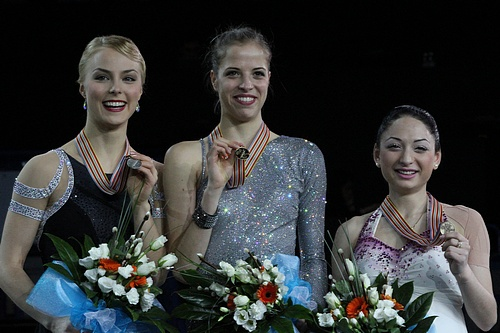
Carolina Kostner sul podio ai campionati europei 2012

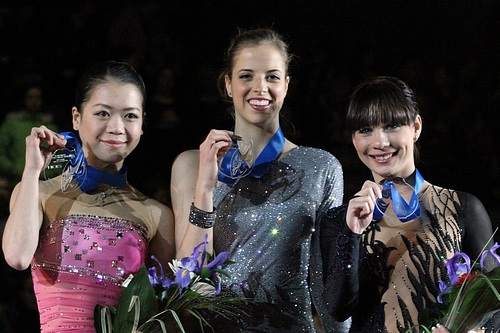
Carolina Kostner sul podio della finale di Grand Prix 2011

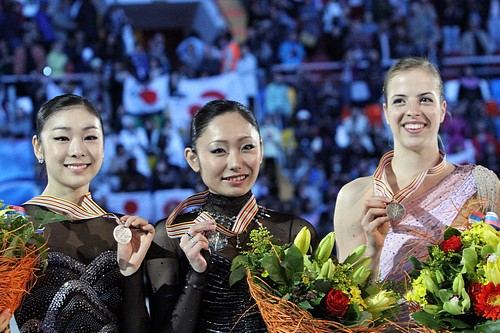
Carolina Kostner sul podio dei campionati mondiali 2011

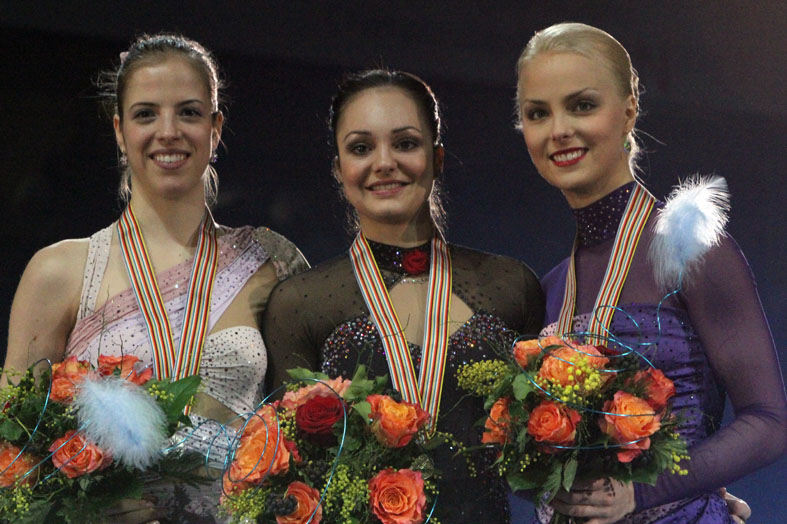
Carolina Kostner sul podio ai campionati europei 2011

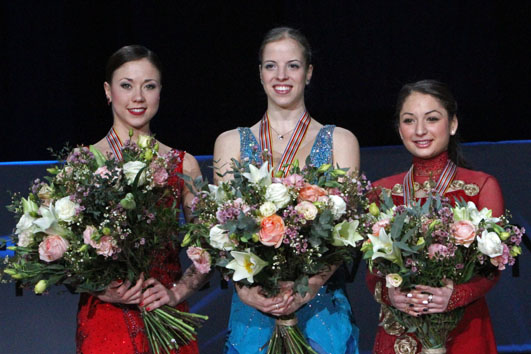
Kostner ai campionati europei 2010

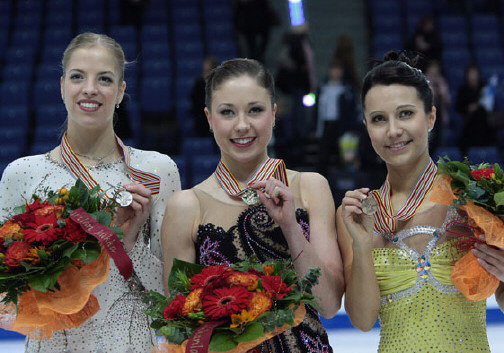
Kostner ai campionati europei 2009

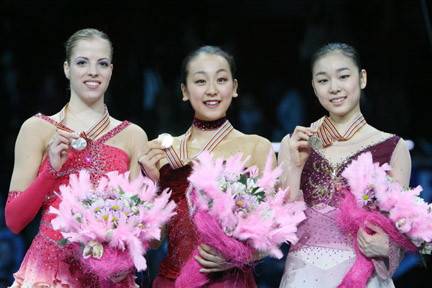
Carolina Kostner sul podio dei campionati mondiali 2008

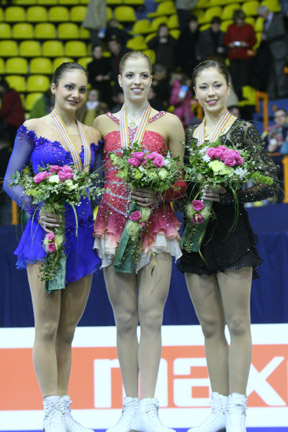
Kostner ai campionati europei 2008

| stagione 2017-2018            |                                                   |         |          |           |
| Data                          | Evento                                            | PC      | PL       | Totale    |
| 19-25 marzo 2018              | Campionati mondiali di pattinaggio di figura 2018 | 1 80,27 | 5 128,61 | 4 208,88  |
| 9-25 febbraio 2018            | Giochi olimpici invernali 2018 - Individuale      | 6 73,15 | 5 139,29 | 5 212,44  |
| 9-25 febbraio 2018            | Giochi olimpici invernali 2018 - Squadre          | 2 75,10 | 4 134,00 | 4         |
| 15-21 gennaio 2018            | Campionati europei di pattinaggio di figura 2018  | 3 78,30 | 4 125,95 | 3 204,25  |
| 13-16 dicembre 2017           | Campionati italiani di pattinaggio di figura 2018 | 1 81,91 | 1 140,43 | 1 222,34  |
| 7–10 dicembre 2017            | Finale del Grand Prix 2017                        | 6 72,82 | 3 141,83 | 4 214,65  |
| 10-12 novembre 2017           | NHK Trophy 2017                                   | 2 74,57 | 3 137,67 | 2 212,24  |
| 20-22 ottobre 2017            | Rostelecom Cup 2017                               | 2 74,62 | 2 141,36 | 2 215,98  |
| 6-8 ottobre 2017              | Finlandia Trophy 2017                             | 3 67,45 | 2 126,31 | 2 193,76  |
| 14-17 settembre 2017          | Lombardia Trophy 2017                             | 2 71,67 | 5 126,69 | 3 198,36  |
| stagione 2016-2017            |                                                   |         |          |           |
| Data                          | Evento                                            | PC      | PL       | Totale    |
| 29 marzo-2 aprile 2017        | Campionati mondiali di pattinaggio di figura 2017 | 8 66,33 | 5 130,50 | 6 196,83  |
| 2-5 marzo 2017                | Nordic Championships 2017                         | 1 64,85 | 1 139,42 | 1 204,27  |
| 25-29 gennaio 2017            | Campionati europei di pattinaggio di figura 2017  | 3 72,40 | 2 138,12 | 3 210,52  |
| 14-17 dicembre 2016           | Campionati italiani di pattinaggio di figura 2017 | 1 74,27 | 1 136,70 | 1 210,97  |
| 7-10 dicembre 2016            | Golden Spin di Zagabria 2016                      | 1 69,95 | 3 126,28 | 1 196,23  |
| stagione 2013-2014            |                                                   |         |          |           |
| Data                          | Evento                                            | PC      | PL       | Totale    |
| 24-30 marzo 2014              | Campionati mondiali di pattinaggio di figura 2014 | 2 77,24 | 6 126,59 | 3 203,83  |
| 7-23 febbraio 2014            | Giochi olimpici invernali 2014 - Individuale      | 3 74,12 | 4 142,61 | 3 216,73  |
| 7-23 febbraio 2014            | Giochi olimpici invernali 2014 - Squadre          | 2 70.84 | –        | 4         |
| 13-19 gennaio 2014            | Campionati europei di pattinaggio di figura 2014  | 3 68,97 | 3 122,42 | 3 191,39  |
| 22-24 novembre 2013           | Cup of Russia 2013                                | 2 67,74 | 1 122,38 | 2 190,12  |
| 1-3 novembre 2013             | Cup of China 2013                                 | 2 62,75 | 2 110,65 | 3 173,40  |
| stagione 2012-2013            |                                                   |         |          |           |
| Data                          | Evento                                            | PC      | PL       | Totale    |
| 13-17 marzo 2013              | Campionati Mondiali 2013                          | 2 66,86 | 3 131,03 | 2 197,89  |
| 21-24 febbraio 2013           | Challenge Cup 2013                                | 1 72,81 | 1 126,09 | 1 198,90  |
| 23-27 gennaio 2013            | Campionati europei di pattinaggio di figura 2013  | 2 64,19 | 2 130,52 | 1 194,71  |
| 19-22 dicembre 2012           | Campionati italiani di pattinaggio di figura 2013 | 1 70,13 | 1 143,56 | 1 213,69  |
| 13-15 dicembre 2012           | Golden Spin di Zagabria 2012                      | 1 64,99 | 1 110,03 | 1 175,02  |
| stagione 2011–2012            |                                                   |         |          |           |
| Data                          | Evento                                            | PC      | PL       | Totale    |
| 19-22 aprile 2012             | World Team Trophy 2012                            | 1 69,48 | 3 116,24 | 2 185,72  |
| 26 marzo - 1º aprile 2012     | Campionati mondiali di pattinaggio di figura 2012 | 3 61,00 | 1 128,94 | 1 189,94  |
| 8-11 marzo 2012               | Challenge Cup 2012                                | 1 64,89 | 1 132,84 | 1 197,73  |
| 23-29 gennaio 2012            | Campionati europei di pattinaggio di figura 2012  | 1 63,22 | 1 120,33 | 1 183,55  |
| 7-11 dicembre 2011            | Finale del Grand Prix 2011                        | 1 66,43 | 1 121,05 | 1 187,48  |
| 17–20 novembre 2011           | Trophée Eric Bompard 2011                         | 2 59,70 | 3 119,62 | 2 179,32  |
| 3–6 novembre 2011             | Cup of China 2011                                 | 1 61,88 | 1 120,26 | 1 182,14  |
| 21–23 ottobre 2011            | Skate America 2011                                | 2 60,23 | 1 117,12 | 2 177,35  |
| stagione 2010-2011            |                                                   |         |          |           |
| Data                          | Evento                                            | PC      | PL       | Totale    |
| 25 aprile - 1º maggio 2011    | Campionati mondiali di pattinaggio di figura 2011 | 6 59,75 | 3 124,93 | 3 184,68  |
| 1º marzo - 3 aprile 2011      | Gardena Spring Trophy 2011                        | 1 58,24 | 1 109,76 | 1 168,00  |
| 24–30 gennaio 2011            | Campionati europei di pattinaggio di figura 2011  | 6 53,17 | 1 115,37 | 2 168,54  |
| 16–19 dicembre 2010           | Campionati italiani di pattinaggio di figura 2011 | 1 65,52 | 1 124,22 | 1 189,74  |
| 8–12 dicembre 2010            | Finale del Grand Prix 2010                        | 2 62,13 | 4 116,47 | 2 178,60  |
| 13–14 novembre 2010           | Skate America 2010                                | 1 60,28 | 6 94,59  | 3 154,87  |
| 22–24 ottobre 2010            | NHK Trophy 2010                                   | 1 57,27 | 2 107,34 | 1 164,61  |
| stagione 2009-2010            |                                                   |         |          |           |
| Data                          | Evento                                            | PC      | PL       | Totale    |
| 22–28 marzo 2010              | Campionati mondiali di pattinaggio di figura 2010 | 4 62,20 | 5 115,11 | 6 177,31  |
| 12–28 febbraio 2010           | Giochi olimpici invernali 2010                    | 7 63,02 | 19 88,88 | 16 151,90 |
| 18–24 gennaio 2010            | Campionati europei di pattinaggio di figura 2010  | 1 65,80 | 1 107,66 | 1 173,46  |
| 17-20 dicembre 2009           | Campionati italiani di pattinaggio di figura 2010 | 2 53,26 | 2 102,42 | 2 155,68  |
| 14–15 novembre 2009           | Merano Cup 2009                                   | 1 58,17 | 1 109,23 | 1 167,40  |
| 20–25 ottobre 2009            | Cup of China 2009                                 | 3 61,12 | 7 93,06  | 6 154,18  |
| 15-18 ottobre 2009            | Trophée Eric Bompard 2009                         | 7 51,26 | 4 96,37  | 6 147,63  |
| stagione 2008-2009            |                                                   |         |          |           |
| Data                          | Evento                                            | PC      | PL       | Totale    |
| 23–29 marzo 2009              | Campionati mondiali di pattinaggio di figura 2009 | 5 63,18 | 15 90,38 | 12 153,56 |
| 20–25 gennaio 2009            | Campionati europei di pattinaggio di figura 2009  | 3 51,36 | 1 114,06 | 2 165,42  |
| 18–21 dicembre 2008           | Campionati italiani di pattinaggio di figura 2009 | 1 58,54 | 1 112,55 | 1 171,09  |
| 10–14 dicembre 2008           | Finale del Grand Prix 2008                        | 4 55,88 | 4 112,13 | 3 168,01  |
| 21–23 novembre 2008           | Cup of Russia 2008                                | 2 57,02 | 1 113,70 | 1 170,72  |
| 31 ottobre - 2 novembre 2008  | Skate Canada 2008                                 | 7 48,56 | 4 104,20 | 4 152,76  |
| 14–17 ottobre 2008            | Karl Schäfer Memorial 2008                        | 3 50,59 | 1 93,07  | 1 143,66  |
| stagione 2007-2008            |                                                   |         |          |           |
| Data                          | Evento                                            | PC      | PL       | Totale    |
| 17–23 marzo 2008              | Campionati mondiali di pattinaggio di figura 2008 | 1 64,28 | 3 120,40 | 2 184,68  |
| 21–27 gennaio 2008            | Campionati europei di pattinaggio di figura 2008  | 1 59,31 | 2 111,97 | 1 171,28  |
| 13–16 dicembre 2007           | Finale del Grand Prix 2007                        | 3 59,86 | 3 119,07 | 3 178,93  |
| 29 novembre - 2 dicembre 2007 | NHK Trophy 2007                                   | 1 61,24 | 2 103,45 | 1 164,69  |
| 7–11 novembre 2007            | Cup of China 2007                                 | 1 60,82 | 4 83,04  | 3 143,86  |
| 12–14 ottobre 2007            | Finlandia Trophy 2007                             | 1 58,54 | 4 97,33  | 3 155,87  |
| 27–30 settembre 2007          | Nebelhorn Trophy 2007                             | 1 60,15 | 1 113,38 | 1 173,53  |
| stagione 2006-2007            |                                                   |         |          |           |
| Data                          | Evento                                            | PC      | PL       | Totale    |
| 20–25 marzo 2007              | Campionati mondiali di pattinaggio di figura 2007 | 3 67,15 | 9 101,77 | 6 168,92  |
| 22–28 gennaio 2007            | Campionati europei di pattinaggio di figura 2007  | 2 60,46 | 1 114,33 | 1 174,79  |

| stagione 2005-2006         |                                                   |         |          |          |           |
| Data                       | Evento                                            | TQ      | PC       | PL       | Totale    |
| 19–26 marzo 2006           | Campionati mondiali di pattinaggio di figura 2006 | 4 25,64 | 16 48,95 | 11 97,86 | 12 146,81 |
| 10–26 febbraio 2006        | Giochi olimpici invernali 2006                    | -       | 11 53,77 | 9 99,73  | 9 153,50  |
| 17–22 gennaio 2006         | Campionati europei di pattinaggio di figura 2006  | -       | 5 60,04  | 3 112,41 | 3 172,45  |
| 1–4 dicembre 2005          | NHK Trophy 2005                                   | -       | 1 58,64  | 7 86,78  | 6 145,42  |
| 27–30 ottobre 2005         | Skate Canada 2005                                 | -       | 5 49,46  | 8 83,18  | 7 132,64  |
| stagione 2004-2005         |                                                   |         |          |          |           |
| Data                       | Evento                                            | TQ      | PC       | PL       | Totale    |
| 14–20 marzo 2005           | Campionati mondiali di pattinaggio di figura 2005 | 3 26,45 | 4 60,82  | 4 113,29 | 3 200,56  |
| 25–30 gennaio 2005         | Campionati europei di pattinaggio di figura 2005  | -       | 7 49,29  | 7 93,42  | 7 142,71  |
| 25–28 novembre 2004        | Cup of Russia 2004                                | -       | 2 57,50  | 10 71,42 | 7 128,92  |
| 18–21 novembre 2004        | Trophée Eric Bompard 2004                         | -       | 2 53,72  | 3 89,78  | 2 143,50  |
| 28–31 ottobre 2004         | Skate Canada 2004                                 | -       | 4 50,86  | 5 88,08  | 5 138,94  |
| stagione 2003-2004         |                                                   |         |          |          |           |
| Data                       | Evento                                            | TQ      | PC       | PL       | Totale    |
| 22–28 marzo 2004           | Campionati mondiali di pattinaggio di figura 2004 | 6       | 5        | 6        | 5         |
| 2–8 febbraio 2004          | Campionati europei di pattinaggio di figura 2004  | -       | 5        | 5        | 5         |
| 20–23 novembre 2003        | Cup of Russia 2003                                | -       | 6 45,38  | 1 98,15  | 2 143,53  |
| 23–26 ottobre 2003         | Skate America 2003                                | -       | 7 49,22  | 10 78,07 | 9 127,29  |
| 9–12 ottobre 2003          | Finlandia Trophy 2003                             | -       | 2        | 4        | 4         |
| stagione 2002-2003         |                                                   |         |          |          |           |
| Data                       | Evento                                            | TQ      | PC       | PL       | Totale    |
| 24–30 marzo 2003           | Campionati mondiali di pattinaggio di figura 2003 | 9       | 4        | 11       | 10        |
| 24 febbraio - 2 marzo 2003 | Campionati mondiali juniores 2003                 | 1       | 1        | 5        | 3         |
| 20–26 gennaio 2003         | Campionati europei di pattinaggio di figura 2003  | 3       | 7        | 4        | 4         |
| 12–15 dicembre 2002        | Finale dello Junior Grand Prix 2002               | -       | 2        | 3        | 2         |
| 17–20 ottobre 2002         | Junior Grand Prix - Cina 2002                     | -       | 6        | 3        | 4         |
| 26–29 settembre 2002       | Ondrej Nepela Memorial 2002                       | -       | 2        | 1        | 1         |
| 4–7 settembre 2002         | Nebelhorn Trophy 2002                             | -       | 2        | 1        | 1         |
| 21–25 agosto 2002          | Junior Grand Prix - Francia 2002                  | -       | 1        | 1        | 1         |
| stagione 2001-2002         |                                                   |         |          |          |           |
| Data                       | Evento                                            | TQ      | PC       | PL       | Totale    |
| 3–10 marzo 2002            | Campionati mondiali juniores 2002                 | 10      | 9        | 8        | 10        |
| 7–11 novembre 2001         | Junior Grand Prix - Italia 2001                   | -       | 9        | 5        | 6         |
| 11–14 ottobre 2001         | Junior Grand Prix - Paesi Bassi 2001              | -       | 4        | 5        | 4         |
| stagione 2000-2001         |                                                   |         |          |          |           |
| Data                       | Evento                                            | TQ      | PC       | PL       | Totale    |
| 26 febbraio - 2 marzo 2001 | Campionati mondiali juniores 2001                 | 9       | 13       | 9        | 11        |
| 2–5 novembre 2000          | Junior Grand Prix - Norvegia 2000                 | -       | 10       | 8        | 9         |
| 5–8 ottobre 2000           | Junior Grand Prix - Repubblica Ceca 2000          | -       | 11       | 7        | 7         |

- TQ= Turno di qualificazione
- PC= Programma corto
- PL= Programma libero

## Riconoscimenti
- Atleta altoatesina degli anni 2004, 2011 e 2012[168].